# Guanajuato (Guanajuato)
Guanajuato —del purépecha: Kuanasïuatu ‘Lugar montuoso de ranas’— es una ciudad mexicana, capital del estado del mismo nombre y cabecera del municipio de Guanajuato. Está en el centro norte de México. De acuerdo con cifras del año 2020 su población asciende a los 72,237 habitantes, si se le considera solamente la cabecera municipal y capital estatal, sin contar las localidades del municipio conurbadas con la cabecera, o mismo el municipio como un todo. Es parte de la macrorregión del Bajío.
La historia de la ciudad se remonta a la época precolombina. En sus primeros años se llamó Mooti por los chichimecas, que significa "lugar de metales". Posteriormente los mexicas le dieron el nombre de Pachtitlan, que en castellano quiere decir "lugar del heno". Cabe aclarar que los mexicas nunca tuvieron presencia en el centro norte de lo que hoy es México, mucho menos los tarascos (en tiempos prehispánicos), comparado con los chichimecas. Su nombre actual deriva de kuanasï "rana" y uata "cerro", quedando escrito correctamente en purépecha como Kuanasïuatu, que significa "lugar montuoso de ranas".
Durante la época colonial española alcanzó un gran desarrollo debido a la explotación de sus yacimientos de oro y plata. A comienzos del siglo XIX fue escenario de uno de los más destacados triunfos insurgentes, la toma de la Alhóndiga de Granaditas por el ejército de Miguel Hidalgo y la subsecuente masacre de la guardia virreinal y los civiles españoles refugiados en ella.
La ciudad de Guanajuato también es una ciudad universitaria con una intensa vida cultural cuya culminación es el Festival Internacional Cervantino, la reunión artística más importante de México y Latinoamérica, fue declarada como Patrimonio de la Humanidad en el año de 1988 como bien cultural bajo el nombre "Ciudad histórica de Guanajuato y minas adyacentes" patrimonio de la humanidad.

## Historia

### SigloXVIasigloXVIII
A mediados del siglo XVI, los españoles descubrieron ricos yacimientos de plata en las colinas de Guanajuato en el México central. En el año de 1541 el virrey Don Antonio de Mendoza otorgó estas tierras a Don Rodrigo Vázquez, en recompensa por los servicios prestados durante la conquista. El establecimiento de esta ciudad que llegó a convertirse en una de las más importantes de la Nueva España, se debió al descubrimiento del mineral de plata en lo que fueron posteriormente las minas de San Bernabé y Rayas a partir de 1548. En 1570 se fundó legalmente el pueblo de Santa Fe de Guanajuato.
Por el siglo XVIII, Guanajuato se había convertido en el centro de extracción de plata más importante del mundo entero y los impresionantes edificios barrocos como la Basílica Colegiata de Nuestra Señora de Guanajuato, el Templo de San Roque y la Alhóndiga de Granaditas reflejaron su riqueza. Las iglesias de La Compañía (1745-1765) y La Valenciana (1765-1788) se consideran obras maestras del estilo Churrigueresco mexicano. Fue en este periodo en donde se establecieron los jesuitas en la ciudad con la intención de crear un colegio que sería la base de lo que ahora es la Universidad de Guanajuato.

### SigloXIX

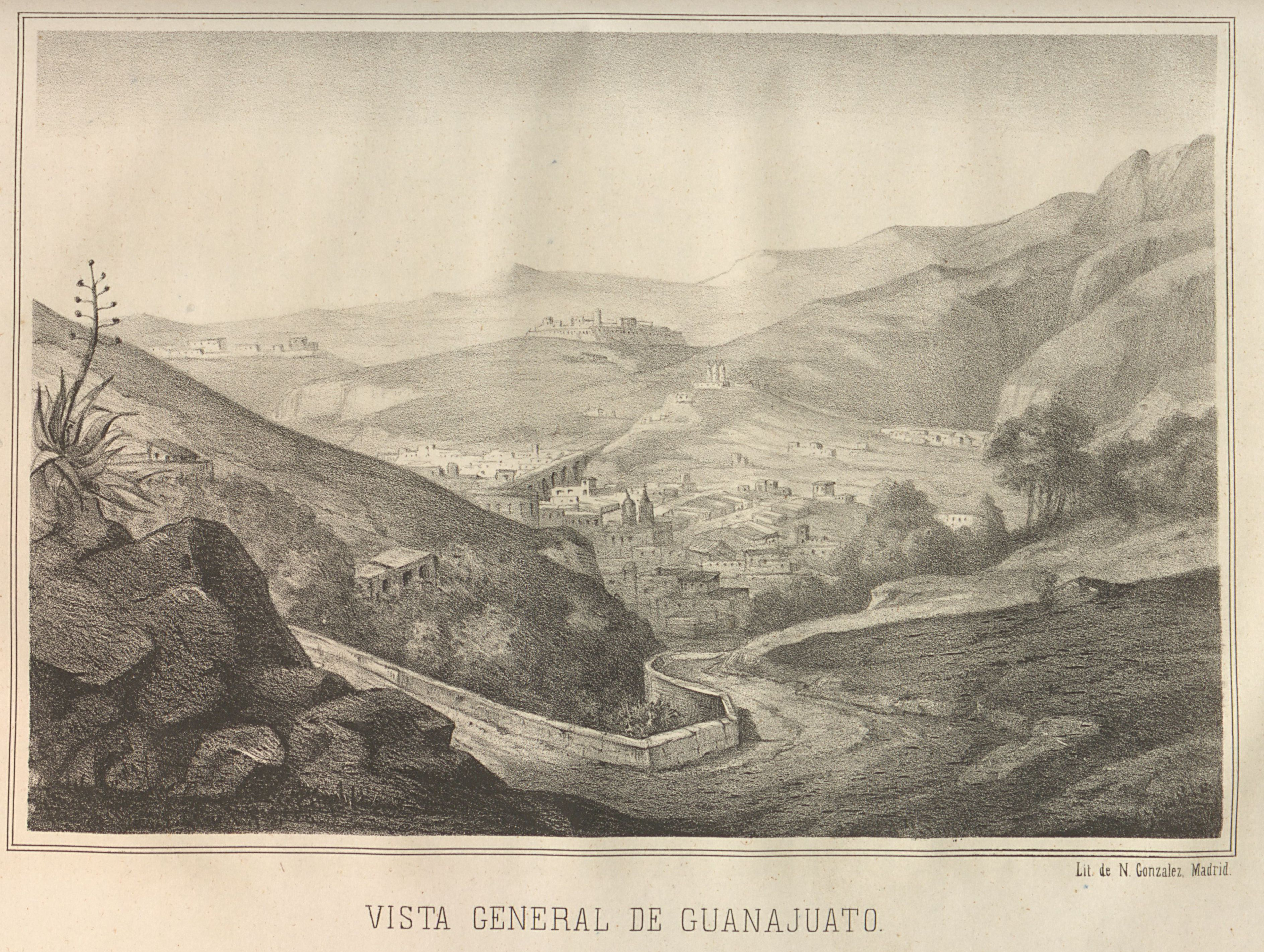
Vista general de Guanajuato en una litografía de mediados del

Durante la guerra de independencia de México, la ciudad fungió como escenario de la toma de la Alhóndiga de Granaditas. El 28 de septiembre de 1810, Don Miguel Hidalgo envía desde la Hacienda de Burras al intendente de Guanajuato, D. Juan Antonio de Riaño y Bárcena, la carta de intimidación para que entregue la plaza. Al ser desoído, Hidalgo decide conquistarla por la fuerza, librándose la primera batalla de la insurgencia, donde se destaca El Pípila, minero que con una piedra a sus espaldas prende fuego a la puerta principal de dicho almacén de granos.

### Patrimonio de la Humanidad UNESCO
La ciudad y sus minas colindantes fueron declaradas Patrimonio de la Humanidad bajo el nombramiento de "Ciudad Histórica de Guanajuato y Minas Adyacentes" en el año de 1988 por la UNESCO, organismo de la ONU encargado de la cultura y la educación, debido a que su arquitectura representa el pasado colonial y la riqueza minera de la región, que le valió ser una de las ciudades más importantes en la Nueva España durante la época colonial. Aunado a esto, jugó un papel fundamental en la historia de la independencia del país.

### Escudo de armas de la ciudad
El Escudo de Guanajuato fue creado y otorgado por el Rey Felipe V de España el 8 de diciembre de 1741, que a su vez le dio a dicha ciudad el título de "Muy Noble y Muy Leal Ciudad de Santa Fe y Real de Minas de Guanajuato".
La composición del escudo es la siguiente: se muestra a una mujer, vendada de los ojos, sosteniendo con la mano diestra un cáliz y una hostia y con la siniestra una cruz latina y una rama de laurel, representando en su conjunto a la Fe católica y al triunfo de ésta en la ciudad de Granada (España) sobre los musulmanes en el año de 1492 a manos de Fernando e Isabel, los Reyes Católicos. Por esto, se dice que la efigie representa a la "Santa Fe de Granada". El escudo tiene en su base una concha sujetada por dos ramas de laurel que están unidas por una cinta azul. La concha simboliza la estabilidad del hogar, ensanchando sus fronteras.[cita requerida] El fondo con un campo de oro significa la nobleza, magnanimidad y pureza de sentimientos y a la vez, la riqueza de los metales preciosos que se encuentran en la entidad.[cita requerida] El remate es símbolo de grandeza y de la gracia de la ciudad ante el Rey de España. Los laureles son el símbolo de la victoria y los acantos de la fidelidad.[cita requerida] Todo se apoya sobre una repisa de mármol.

### Vestido típico
La “galereña” guanajuatense era: falda de manta en línea A; sobre ésta colocaba otra falda confeccionada con franela roja, sin bordados pero adornada con triángulos verdes en la cintura y a lo largo de la bastilla; a esta falda le llamaba zagalejo. Esta vestimenta era de uso diario, hogareño, pero cuando la mujer salía a la calle colocaba sobre esas dos faldas una especie de fondo de popelina blanca adornada con olanes, pasalistón y listón, ya que a su vez lo descubría con una nueva falda de organdí floreado y adornado de atrás. Esta falda llevaba por la parte de atrás una pequeña cola de la misma tela, remembranza de los conocidos vestidos flamencos usados por las españolas.
La “Galereña”, se le llamaba así, por la mujer que trabajaba en las galeras, en una labor muy especial que se realizaba en las afueras de las minas: quebrar la piedra o mena cargar del argentífero metal, para reducir a pequeños trozos fáciles de procesar después.

## Localidades
A pesar de inicialmente solo se consideraban a las comunidades de Guanajuato y Marfil como parte de la ciudad, la falta de espacios y el crecimiento de localidades aledañas, provocó una conurbación con estas y ahora la ciudad está constituida por las localidades de Guanajuato,
Marfil, Santa Teresa, Yerbabuena, Puentecillas, San José de Cervera, Paso de Perules entre otras.

## Gobierno y política
Guanajuato es uno de los 46 Municipios Libres pertenecientes al Estado del mismo nombre, cuya Constitución Política establece que:
"ARTÍCULO 106. El Municipio Libre, base de la división territorial del Estado y de su organización política y administrativa, es una Institución de carácter público, constituida por una comunidad de personas, establecida en un territorio delimitado, con personalidad jurídica y patrimonio propio, autónomo en su Gobierno Interior y libre en la administración de su Hacienda."
"ARTÍCULO 107. Los Municipios serán gobernados por un Ayuntamiento. La competencia de los Ayuntamientos se ejercerá en forma exclusiva y no habrá ninguna autoridad intermedia entre los Ayuntamientos y el Gobierno del Estado."

## Clima
Existen dos tipos de climas, semicálido en la zona sur y sureste, y templado subhúmedo en las zonas restantes del municipio. Alcanza una temperatura máxima de 36 °C en verano y una mínima de 3 °C en invierno, dándose una temperatura media anual de 18.8 °C, a su vez la precipitación pluvial varía de 670 a 930 milímetros anuales, siendo el promedio anual de 784 milímetros. En los meses de julio y agosto se observa una mayor incidencia de lluvias alcanzando un valor de 200 milímetros cada uno.
El mes más lluvioso es julio y el más árido es marzo.
| Parámetros climáticos promedio de Guanajuato (promedios 1991-2020) | Parámetros climáticos promedio de Guanajuato (promedios 1991-2020) | Parámetros climáticos promedio de Guanajuato (promedios 1991-2020) | Parámetros climáticos promedio de Guanajuato (promedios 1991-2020) | Parámetros climáticos promedio de Guanajuato (promedios 1991-2020) | Parámetros climáticos promedio de Guanajuato (promedios 1991-2020) | Parámetros climáticos promedio de Guanajuato (promedios 1991-2020) | Parámetros climáticos promedio de Guanajuato (promedios 1991-2020) | Parámetros climáticos promedio de Guanajuato (promedios 1991-2020) | Parámetros climáticos promedio de Guanajuato (promedios 1991-2020) | Parámetros climáticos promedio de Guanajuato (promedios 1991-2020) | Parámetros climáticos promedio de Guanajuato (promedios 1991-2020) | Parámetros climáticos promedio de Guanajuato (promedios 1991-2020) | Parámetros climáticos promedio de Guanajuato (promedios 1991-2020) |
| Mes                                                                | Ene.                                                               | Feb.                                                               | Mar.                                                               | Abr.                                                               | May.                                                               | Jun.                                                               | Jul.                                                               | Ago.                                                               | Sep.                                                               | Oct.                                                               | Nov.                                                               | Dic.                                                               | Anual                                                              |
| ------------------------------------------------------------------ | ------------------------------------------------------------------ | ------------------------------------------------------------------ | ------------------------------------------------------------------ | ------------------------------------------------------------------ | ------------------------------------------------------------------ | ------------------------------------------------------------------ | ------------------------------------------------------------------ | ------------------------------------------------------------------ | ------------------------------------------------------------------ | ------------------------------------------------------------------ | ------------------------------------------------------------------ | ------------------------------------------------------------------ | ------------------------------------------------------------------ |
| Temp. máx. abs. (°C)                                               | 28.9                                                               | 33.6                                                               | 34.7                                                               | 37.0                                                               | 38.9                                                               | 37.2                                                               | 34.1                                                               | 34.5                                                               | 33.5                                                               | 34.0                                                               | 29.8                                                               | 29.7                                                               | 38.9                                                               |
| Temp. máx. media (°C)                                              | 22.9                                                               | 25.3                                                               | 28.0                                                               | 30.6                                                               | 31.6                                                               | 30.1                                                               | 27.9                                                               | 28.2                                                               | 26.9                                                               | 26.2                                                               | 25.3                                                               | 23.3                                                               | 27.2                                                               |
| Temp. media (°C)                                                   | 14.6                                                               | 16.6                                                               | 18.7                                                               | 21.3                                                               | 22.4                                                               | 21.5                                                               | 20.3                                                               | 20.3                                                               | 19.6                                                               | 18.6                                                               | 16.6                                                               | 14.8                                                               | 18.8                                                               |
| Temp. mín. media (°C)                                              | 7.2                                                                | 8.6                                                                | 10.3                                                               | 12.6                                                               | 14.0                                                               | 15.2                                                               | 14.4                                                               | 14.5                                                               | 14.2                                                               | 12.2                                                               | 9.6                                                                | 7.7                                                                | 11.7                                                               |
| Temp. mín. abs. (°C)                                               | -1.5                                                               | -2.0                                                               | 0.3                                                                | 5.5                                                                | 8.0                                                                | 9.0                                                                | 10.4                                                               | 9.0                                                                | 4.8                                                                | 2.2                                                                | -4.0                                                               | -4.0                                                               | -4.0                                                               |
| Precipitación total (mm)                                           | 16.1                                                               | 19.3                                                               | 16.7                                                               | 10.1                                                               | 42.5                                                               | 139.3                                                              | 191.7                                                              | 147.5                                                              | 130.5                                                              | 43.0                                                               | 21.7                                                               | 5.8                                                                | 784.1                                                              |
| Días de precipitaciones (≥ 0.1 mm)                                 | 2.0                                                                | 1.6                                                                | 1.8                                                                | 1.8                                                                | 5.4                                                                | 10.7                                                               | 13.3                                                               | 11.5                                                               | 9.5                                                                | 4.5                                                                | 1.7                                                                | 1.0                                                                | 64.7                                                               |
| Horas de sol                                                       | 235.6                                                              | 226.0                                                              | 266.6                                                              | 261.0                                                              | 260.4                                                              | 210.0                                                              | 201.5                                                              | 220.1                                                              | 198.0                                                              | 244.9                                                              | 252.0                                                              | 217.0                                                              | 2793.1                                                             |
| Fuente n.º 1: Servicio Meteorológico Nacional, NOAA                |                                                                    |                                                                    |                                                                    |                                                                    |                                                                    |                                                                    |                                                                    |                                                                    |                                                                    |                                                                    |                                                                    |                                                                    |                                                                    |
| Fuente n.º 2: Hong Kong Observatory (sol, 1961-1990)               |                                                                    |                                                                    |                                                                    |                                                                    |                                                                    |                                                                    |                                                                    |                                                                    |                                                                    |                                                                    |                                                                    |                                                                    |                                                                    |

## Lugares de interés

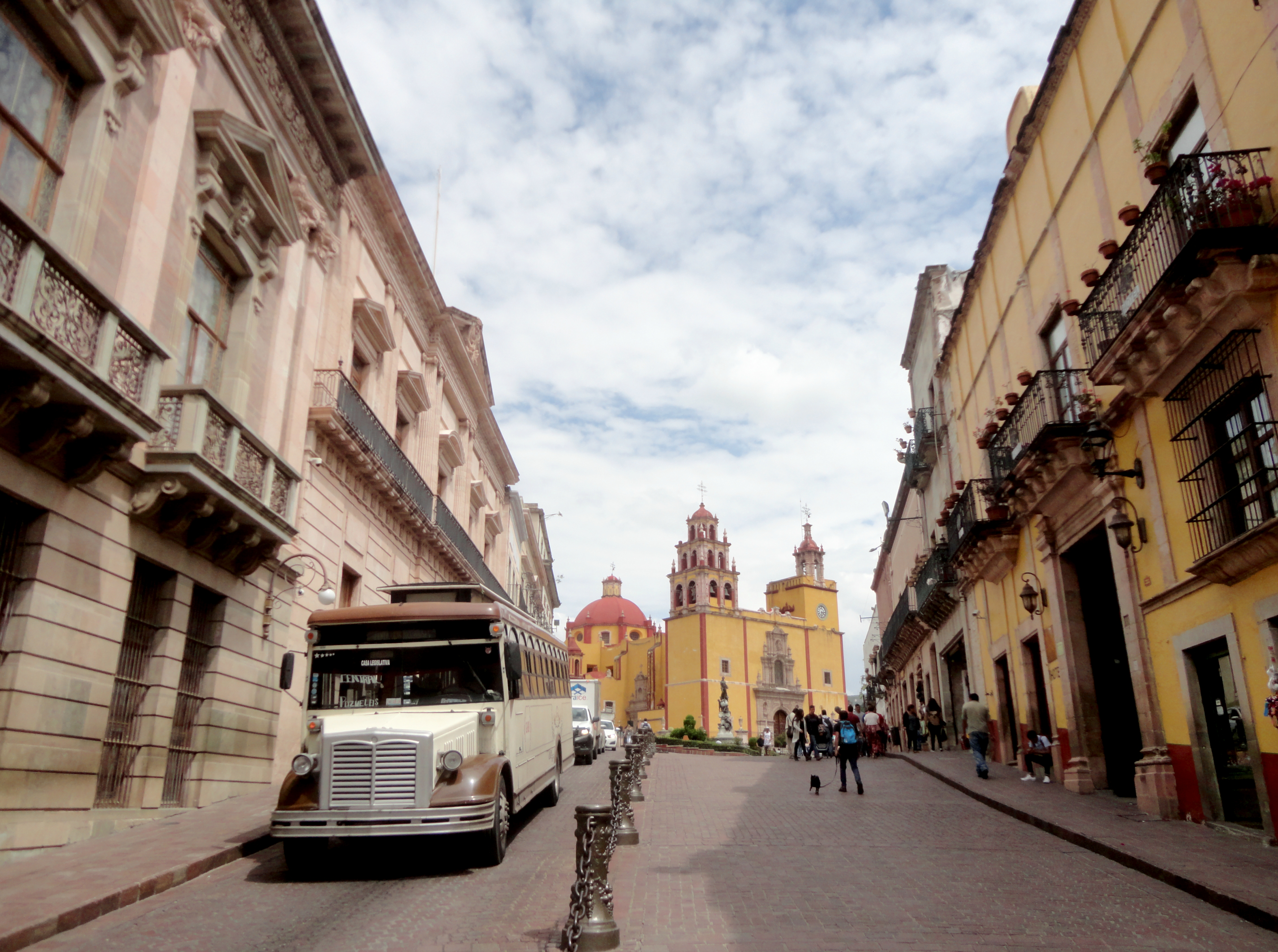
Plaza de la Paz y Basílica Colegiata de Nuestra Señora de Guanajuato

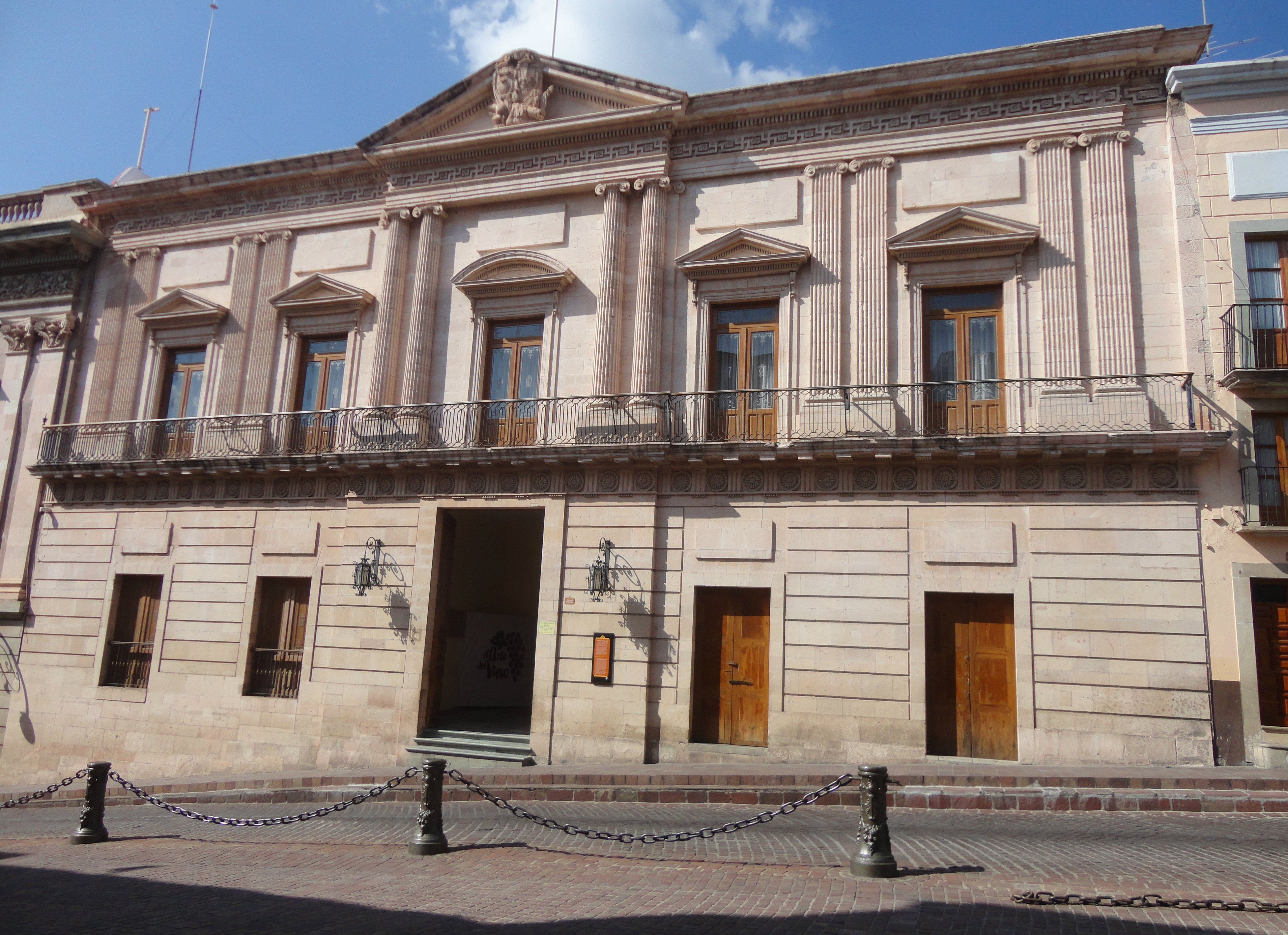
Casa del Conde Rul

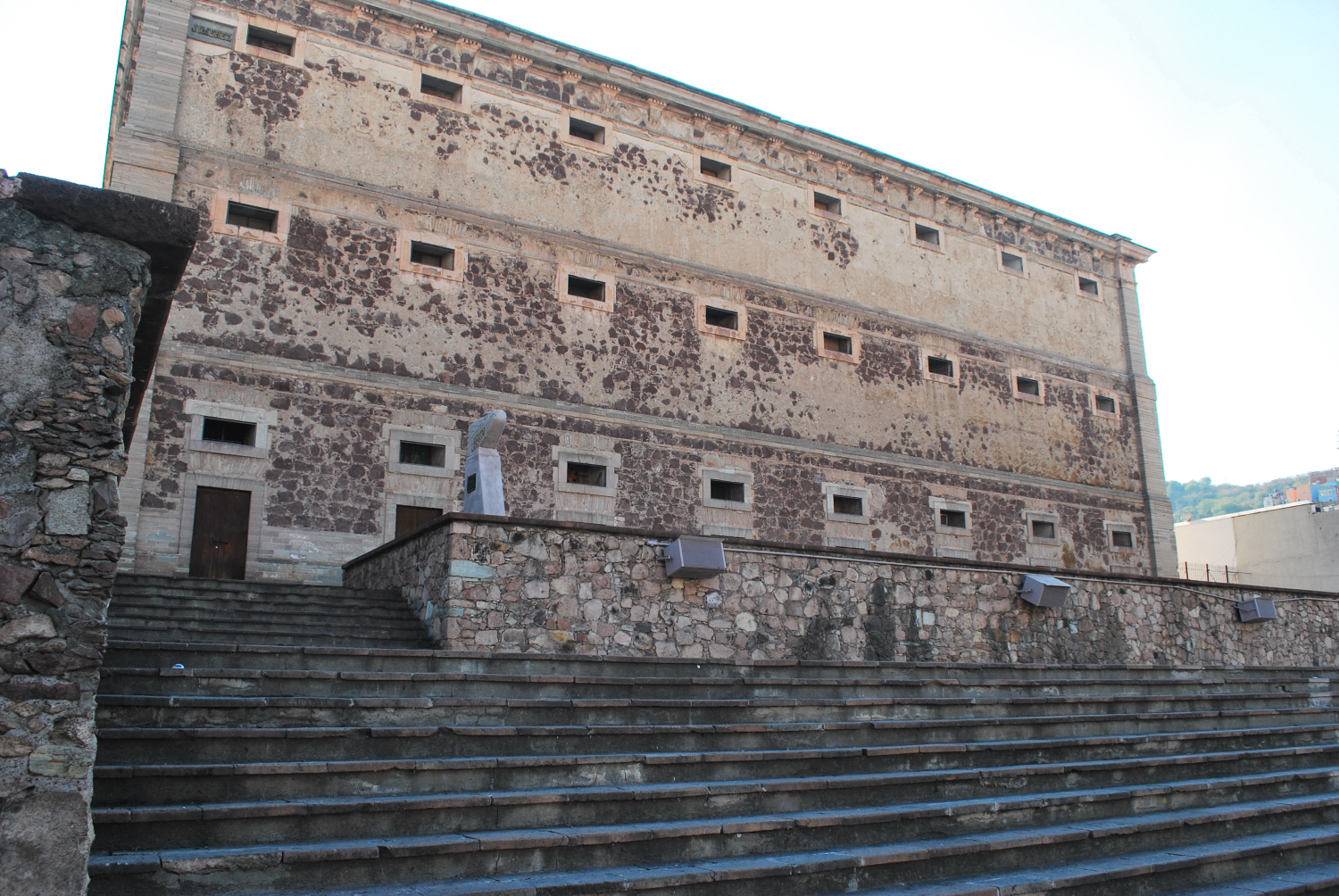
Alhóndiga de Granaditas

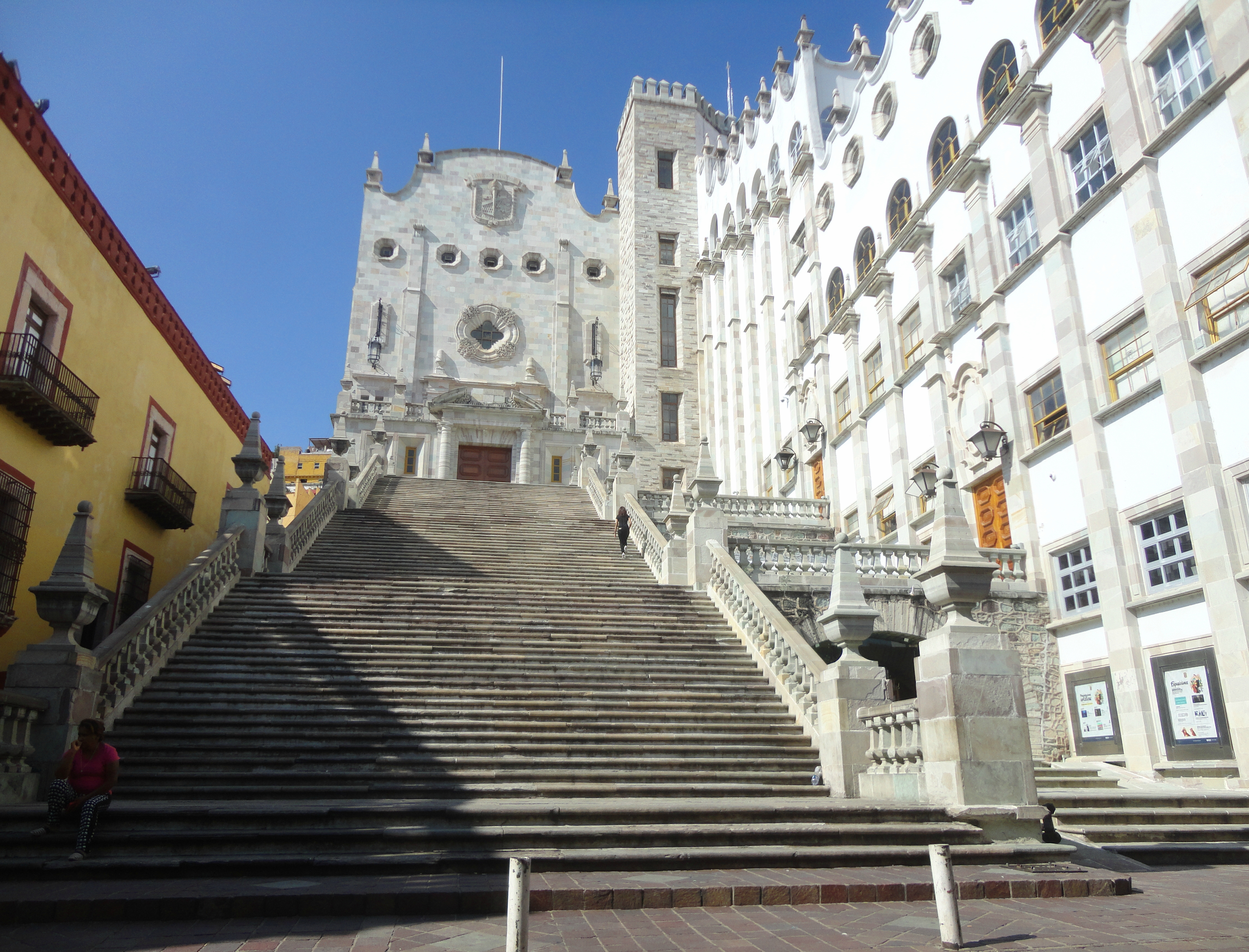
Universidad de Guanajuato

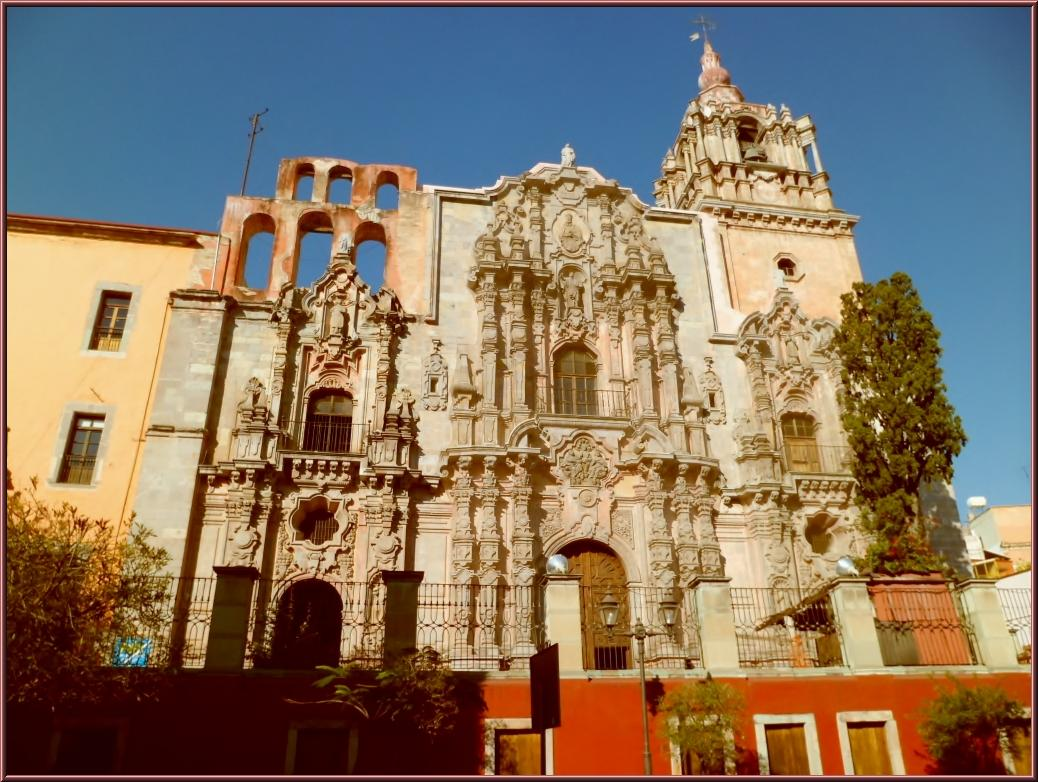
Templo de la Compañía de Jesús

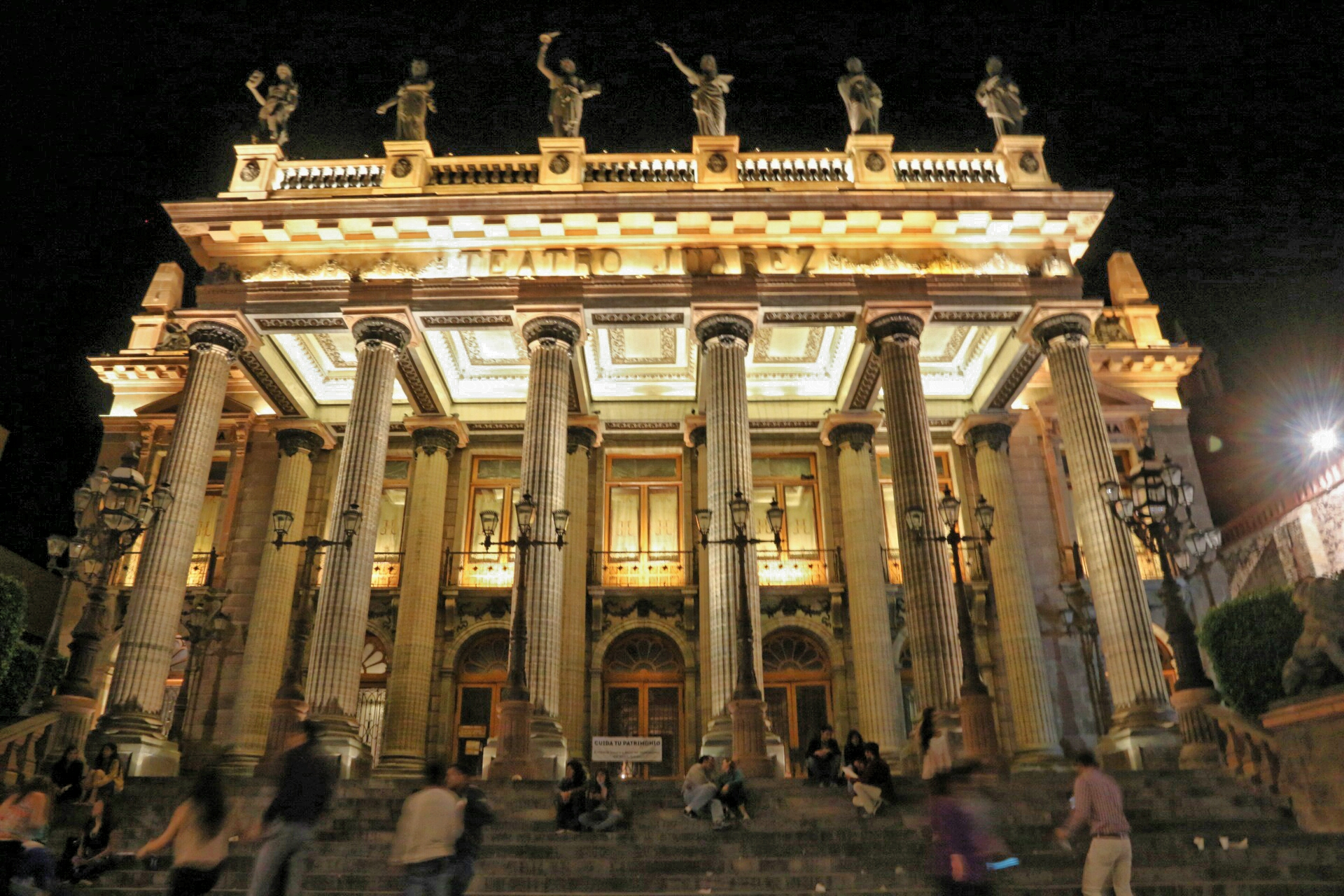
Teatro Juárez

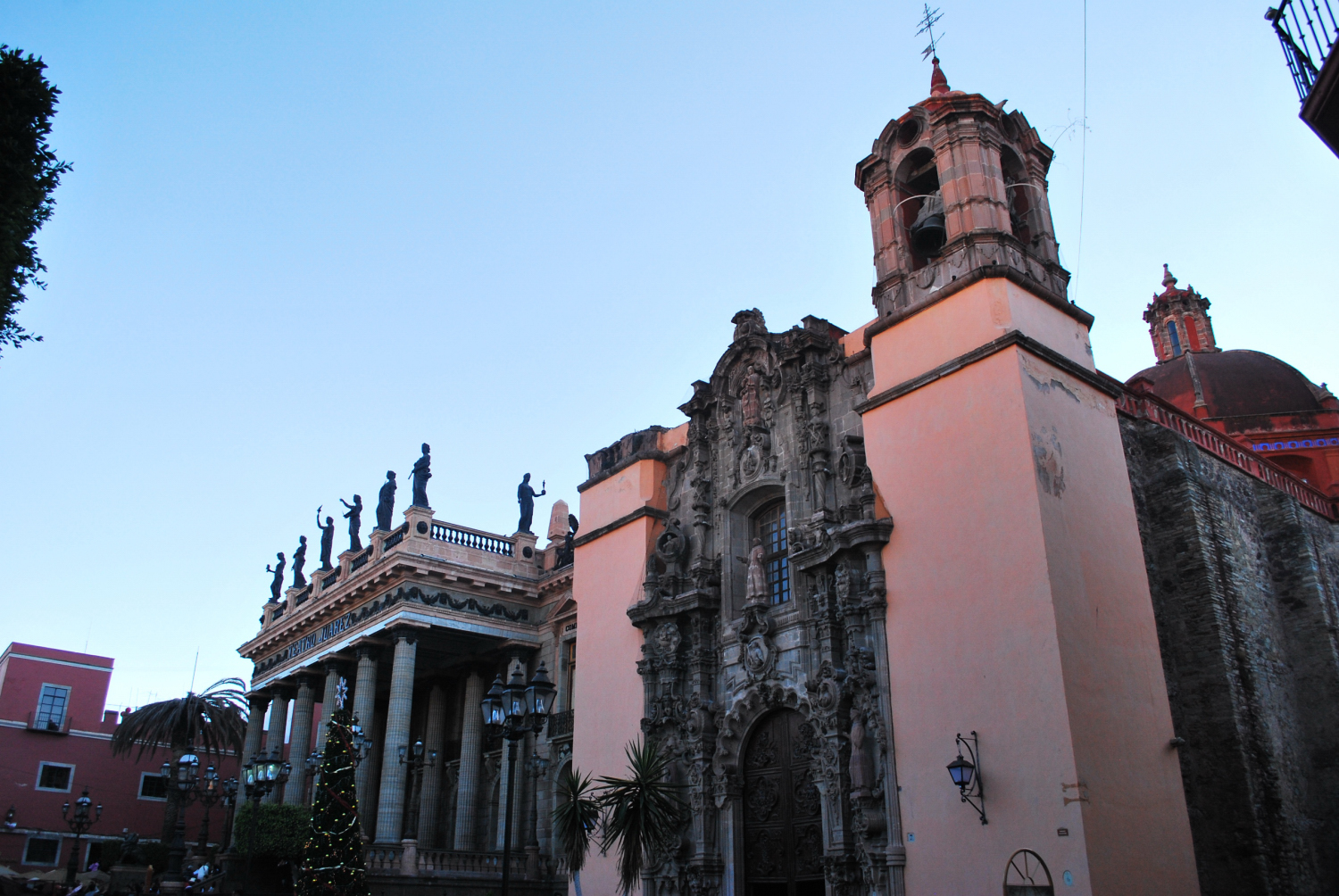
Templo de San Diego junto al Teatro Juárez

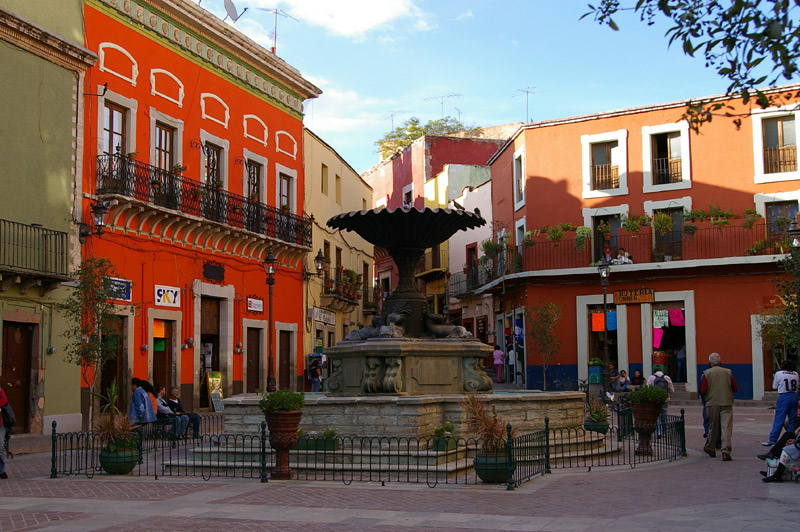
Plaza del Baratillo

Mercado Hidalgo

### Plaza de la Paz
La plaza de la Paz es conocida como la plaza Mayor. Desde la época colonial las familias más acaudaladas construyeron sus casas en esta zona, al igual que varios edificios administrativos y la Basílica. En el centro de la plaza se encuentra una escultura de una mujer representando la paz. La instalación de la escultura durante la época del porfiriato motivó el cambio de nombre de la plaza al nombre actual. Además se encuentran varias casonas y locales comerciales que en su tiempo fueron las mansiones de las familias pertenecientes a la nobleza, entre las que se encuentran el conde de Rul, los condes de Gálvez y los condes de los Chico. La mansión del conde de Rul fue construida al final del siglo XVIII por el arquitecto Francisco Eduardo Tresguerras, la cual es notable por su patio interior que cuenta con elementos arquitectónicos de la antigua Grecia. Esta mansión, en la que además se hospedó Alexander von Humboldt en 1803 fue posteriormente conocida como el Palacio de Otero. . En la plaza se encuentra también la Casa Real de Ensaye, la cual es una casona baroca en cuya fachada se muestra el primer escudo de armas otorgado en Guanajuato.

### Basílica Colegiata de Nuestra Señora de Guanajuato
La Basílica Colegiata de Nuestra Señora de Guanajuato es la iglesia principal de la ciudad y fue construida entre 1671 y 1696. Se trata de una iglesia en estilo barroco mexicano, pero que cuenta con elementos populares de donaciones hechas por mineros que demuestran la influencia de la riqueza de la nobleza minera de la ciudad. El Marqués de San Clemente y Pedro Lascurain de Retana fueron los primeros en promover su construcción, posteriormente el conde de Valenciana dejó su influencia con la donación de uno de los relojes de las torres y la adquisición de las reliquias de la santa y mártir Faustina, entregada por el papa, que se encuentran en el altar principal. El altar está dedicado a nuestra Señora de Guanajuato, patrona de la ciudad, cuya escultura se muestra en el centro. La escultura fue donada a la ciudad en 1557 por Carlos I de España y su hijo Felipe II. En el año de 1696 la iglesia recibió el grado de Basílica menor mientras que el grado de Basílica completa fue otorgado en 1957.

### Palacio Legislativo
El Palacio Legislativo o edificio del Gobierno del Estado fue el lugar donde se encontraba la Aduana o Casas Consistoriales durante la época colonial. El edificio actual fue construido durante el porfiriato por Cecilio Luis Long e inaugurado en 1903, siguiendo un estilo europeo popular, mostrando la fachada un portal neoclásico con cantera del color típico del área de Guanajuato. En el interior se encuentra la sala de Sesiones, decorada con pinturas y mobiliario del finales del siglo XIX, la cual es sede del poder legislativo del estado.

### Alhóndiga de Granaditas
La Alhóndiga de Granaditas es un edificio grande abarcando una manzana entera, construido originalmente como almacén de granos con capacidad de almacenamiento de hasta un año para proteger la ciudad contra las hambrunas como la ocurrida en 1783. El edificio consta de dos pisos con muros prácticamente sin ventanas al exterior y con un patio muy grande en su interior. Su construcción inicio en el año 1798 bajo la batuta del arquitecto Duran y Villaseñor y terminada por José del Mazo. La Alhóndiga cumplió muy poco tiempo con su función debido a que 10 meses después de su conclusión dieron inicio las primeras batallas de la guerra de independencia. Cuando la ciudad fue atacada por los insurgentes bajo el mando de Miguel Hidalgo e Ignacio Allende, las tropas realistas comandadas por Juan Antonio Riaño junto con la élite de la ciudad se refugiaron en el edificio, trayendo consigo millones de pesos en plata y objetos de valor. El edificio fue tomado por los insurgentes después de la hazaña del minero originario de San Miguel de Allende de nombre Juan José de los Reyes Martínez, conocido como El Pípila, quien armado con una antorcha y cargando una loza de piedra sobre su espalda para protegerse de las balas, logró llegar hasta la puerta principal y le prendió fuego, permitiendo a las tropas insurgentes entrar y derrotar a los realistas atrincherados. El edificio fue posteriormente utilizado como barracas y almacén de tabaco. Desde 1864 fue usado como penitenciaria estatal hasta que en 1949 fue convertido en el Museo Regional de Guanajuato, documentando la historia de la región y su papel en la historia nacional desde la época prehispánica hasta la actualidad.

### Universidad de Guanajuato
El edificio de la Universidad de Guanajuato tiene sus inicios en una escuela Jesuita para niños en la primera mitad del siglo XVIII, la cual fue financiada por Josefa Teresa de Busto y Moya, hermana del Marqués de San Clemente. Después de obtener permiso de la Corona española, instaló la institución en su casa, usando un quinto de su fortuna para ello y obteniendo donaciones de las familias más pudientes de la ciudad, aunque siempre se le ha dado a los Jesuitas el reconocimiento de la fundación. Con el tiempo la escuela creció y se comenzaron a ofrecer estudios de nivel superior, pasando a ser el Real Colegio de la Purísima Concepción en 1767, Colegio del Estado en 1828, Colegio Nacional de Guanajuato en 1867, hasta que en 1945 le fue otorgado el nombre actual. El edificio principal de la Universidad fue construido con cantera verde en estilo neoclásico, alberga las oficinas administrativas y es fácilmente reconocible por la escalinata grande de 113 escalones. En el interior se encuentra además una capilla del siglo XVI, conocida como el Templo de los Hospitales, la cual fue construida por Vasco de Quiroga para los mineros indígenas, siendo dedicada a la Virgen del Rosario y que es llamada ahora nuestra Señora de Guanajuato.

### Museo de Historia Natural
En la planta baja del edificio de la Universidad se encuentra el Museo de Historia Natural Alfredo Dugès, el cual contiene una colección de fósiles, plantas y animales de la región hecha por el naturista franco-mexicano. Lo notable de la colección es la edad y estado de conservación de los ejemplares, los cuales fueron recopilados y preparados entre 1852 hasta 1910, siendo donados a la Universidad después de la muerte del científico.
A un costado del edificio de la Universidad se encuentra el Templo de la Compañía de Jesús u Oratorio de San Felipe, cuya construcción fue iniciada en 1746 por José Joaquín Sardaneta y Legazpi en estilo barroco y concluida en 1767, año en que también los Jesuitas fueron expulsados de la Nueva España. Por esa razón el templo quedó en abandono hasta que en 1804, después que le fue autorizado el retorno a la orden, fueron remplazados elementos barrocos por neoclásicos como parte de la renovación. La fachada muestra unas columnas delgadas en estilo churriguresco, mientras que la cúpula colosal de tres niveles, agregada en el siglo XIX por el arquitecto Vicente Heredia, es el elemento más distintivo que la hace resaltar de entre las demás construcciones. En su interior se muestra una colección de 180 pinturas, muchas de las cuales junto con el altar principal son obra de Miguel Cabrera].

### Jardín de la Unión
Una de las plazas más importantes de la ciudad es el Jardín de la Unión, adornado con laureles de la India, fuentes, herrería y un quiosco que datan de 1883. Se encuentra enfrente de la iglesia de San Diego y el teatro Juárez, rodeado de cafés y restaurantes, ocupando una forma triangular que originalmente era el atrio de la mencionada iglesia, siendo el centro de reunión de la ciudad y donde dan inicio las callejoneadas.

### Teatro Juárez
El Teatro Juárez es considerado uno de los teatros más hermosos del país. Está construido en estilo neoclásico con un portal contadornado con nueve esculturas representando las musas de la mitología griega. Su interior esta ostentosamente decorado, el vestíbulo cuenta con columnas y girnaldas. Fue construido entre 1872 y 1903 por el arquitecto Antonio Rivas Mercado, autor del Ángel de la Independencia en la Ciudad de México, e inaugurado con la ópera Aida de Giuseppe Verdi contando con la presencia del presidente Porfirio Díaz. Es el único teatro en México que ha conservado su mobiliario original.

### Teatro Principal
El Teatro Principal fue construido en estilo neoclásio durante el apogeo de la ciudad, cuando la riqueza proporcionada por las minas atrajo también el entretenimiento para los ciudadanos. Fue el primer teatro de la ciudad y uno de los pocos lugares donde la gente de distintos estratos sociales podían entrar. Durante su historia el teatro tuvo que cerrar en varias ocasiones debido a revueltas y problemas políticos. Después de la revolución fue convertido a sala de cine, poco después sufrió un incendio que lo llevó al abandono por 30 años. Después de su reconstrucción fue entregado a la Universidad de Guanajuato para su administración y en la actualidad es una de las sedes principales del Festival Internacional Cervantino

### Templo de San Diego
El Templo de San Diego cuenta con una fachada churriguresca, su interior está adornado con pinturas del siglo XVIII, altares neoclásicos y un crucifijo llamada Cristo de Burgos, el cual fue donado a la iglesia por el conde de la Valenciana. En ese lugar se encontraba un monasterio y el templo original, que fueron destruidos en una inundación. El templo actual fue construido por órdenes del Conde de la Valenciana entre 1780 y 1784, dando por perdido el monasterio. En la actualidad parte de la construcción antigua fue rescatada y es sede del Museo de San Diego.

### Plazuela del Baratillo
La Plazuela del Baratillo es la plaza más antigua aun existente de Guanajuato rodeada por casas antiguas. El nombre de la plaza proviene de un antiguo mercadillo que tenía lugar los domingos, cuyos productos ahí vendidos eran particularmente baratos y que posteriormente se volvió permanente hasta 1893. En el centro de la plaza se encuentra una fuente bronce que fue traída de Florencia, Italia, originalmente instalada en la plaza Mayor, inaugurada el 2 de junio de 1852 y que proveía a los residentes de la zona de agua potable proveniente de la Presa de la Olla. La Fuente fue un regalo de Maximiliano de Habsburgo, encontrándose una fuente gemela en la ciudad de Irapuato. Posteriormente fue movida a la plaza de San Diego para quedar finalmente instalada el 4 de octubre de 1893 en su lugar actual.

### Mercado Hidalgo
El Mercado Hidalgo fue construido en 1910 por el arquitecto Ernesto Brunel sobre los terrenos donde se encontraba a antigua plaza de toros de Gavira. Fue inaugurado por el presidente Porfirio Díaz para conmemorar el centenario de la Independencia. El techo consiste en una bóveda gigantesca de hierro típico de la época victoriana con una cúpula adornada con una torre de reloj de cuatro caras. Cuenta con dos niveles: en la planta baja se encuentran los locales típicos de un mercado mexicano, mientras que alrededor del patio en un segundo nivel se encuentran los puestos de artesanías.

### Monumento al Pípila
El Mirador del Pípila es una plaza ubicada sobre el cerro de San Miguel construida en 1939 donde se encuentra una escultura colosal en cantera rosa en honor al héroe de la independencia Juan José de los Reyes Martínez. Desde este mirador se pueden apreciar la mejor vista panorámica de la ciudad, siendo el acceso por la carretera panorámica o por medio de un funicular que inicia en la parte posterior del Teatro Juárez.

### Otros sitios de interés
Otras iglesias importantes de la ciudad son el Templo de Guadalupe del siglo XVIII en estilo Barroco, la iglesia de Pardo del siglo XVIII que cuenta con una fachada remarcada con esculturas de plantas. La iglesia de San Francisco de Sopeña con la plaza del mismo nombre y que cuenta con una fachada barroca de cantera rosa y verde, escaleras con herraje de hierro y una fuente. El Templo de Belén, construido en el siglo XVII por el conde de la Valenciana. La iglesia de Mellado, originalmente con altares barrocos que fueron reemplazados por altares neoclásicos, y que formó parte del monasterio de la Merced, este último actualmente en ruinas, y está dedicado a Nuestra Señora de la Piedad.
Otros lugares notables son el Jardín Reforma, área que formó parte del Convento de Belén hasta que en 1861 fue convertido en mercado. Con la apertura del mercado Hidalgo los comerciantes se movieron de lugar, para que en 1923, fuera transformado en un jardín con una fuente central y laureles de la India, eucaliptos y cipreses, árboles que aún existen en ese lugar. Del mercado antiguo solo quedan el arcos principal con su escalinata y las columnas.

## GaleríasigloXIX

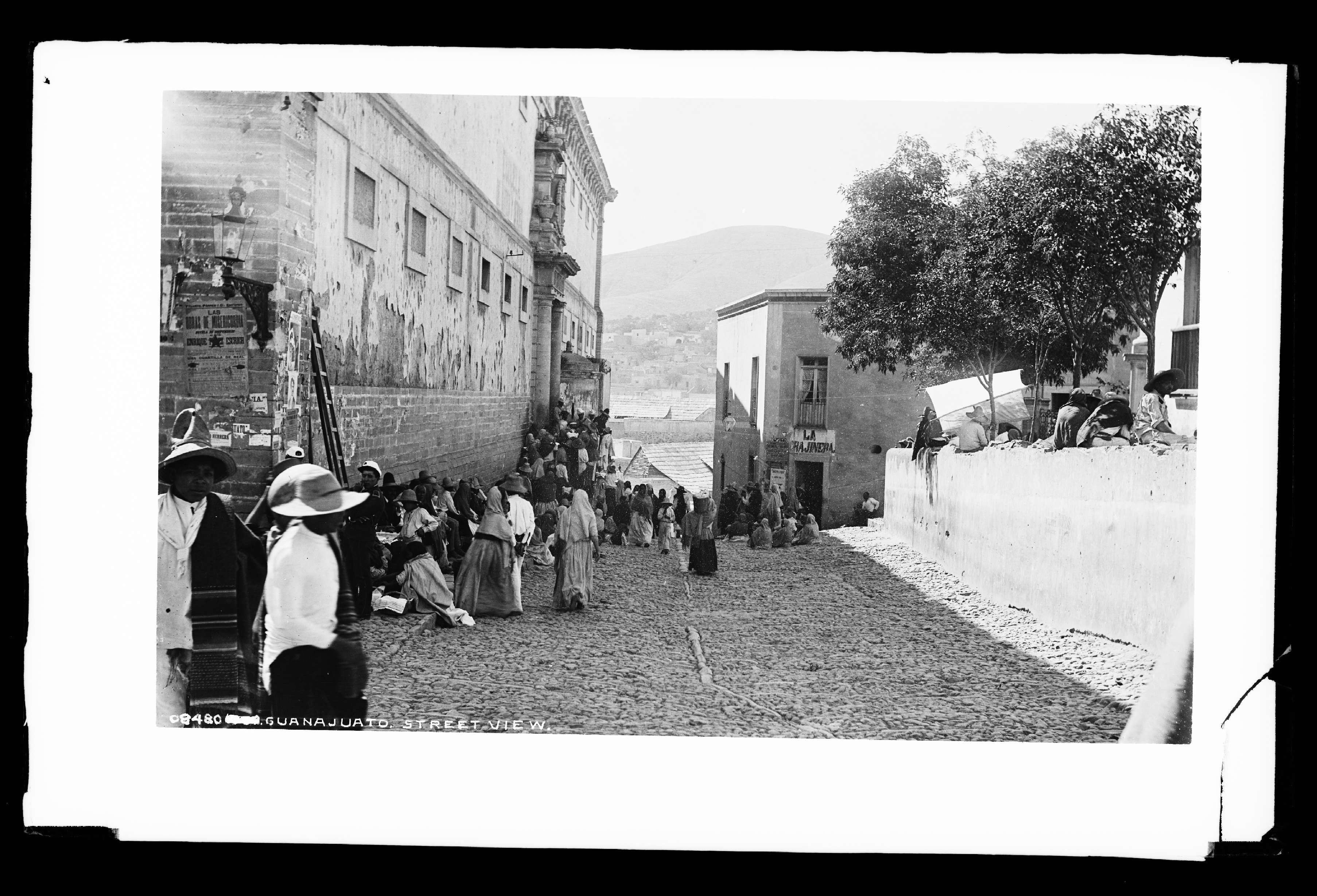
Calle 28 de Septiembre y la parte trasera de la Alhondiga de Granaditas
Callejón Sopeña con la Iglesia de San Francisco al fondo
Catedral ca. 1880
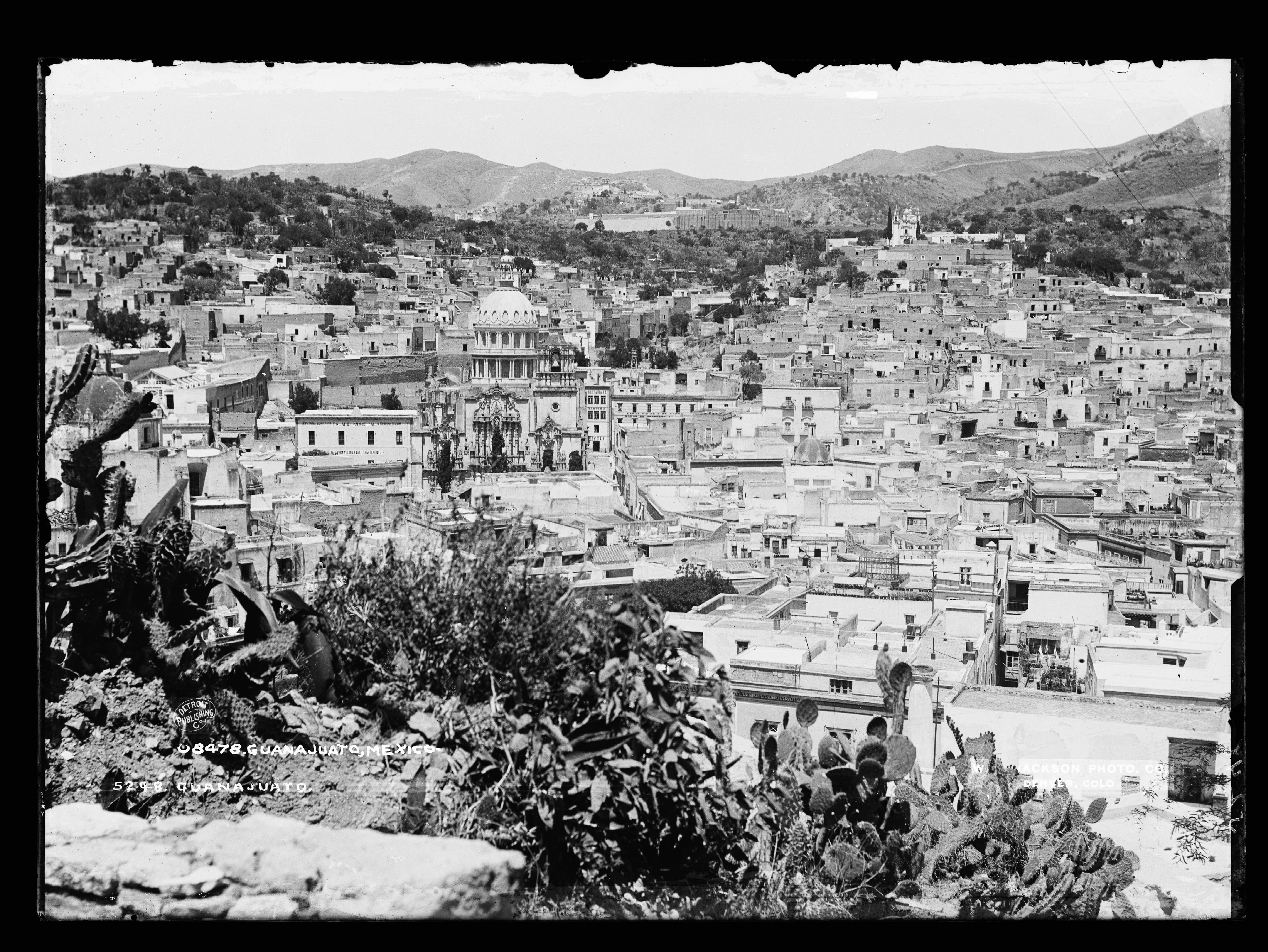
Vista de la ciudad de Guanajuato, ca. 1880
Quema de Judas en Guanajuato, ca. 1880
Calle Ponciano Aguilar en Guanajuato, al fondo se distingue la torre del Templo de la Compañía de Jesús, ca. 1880

## Comunicaciones

### Caminos antiguos

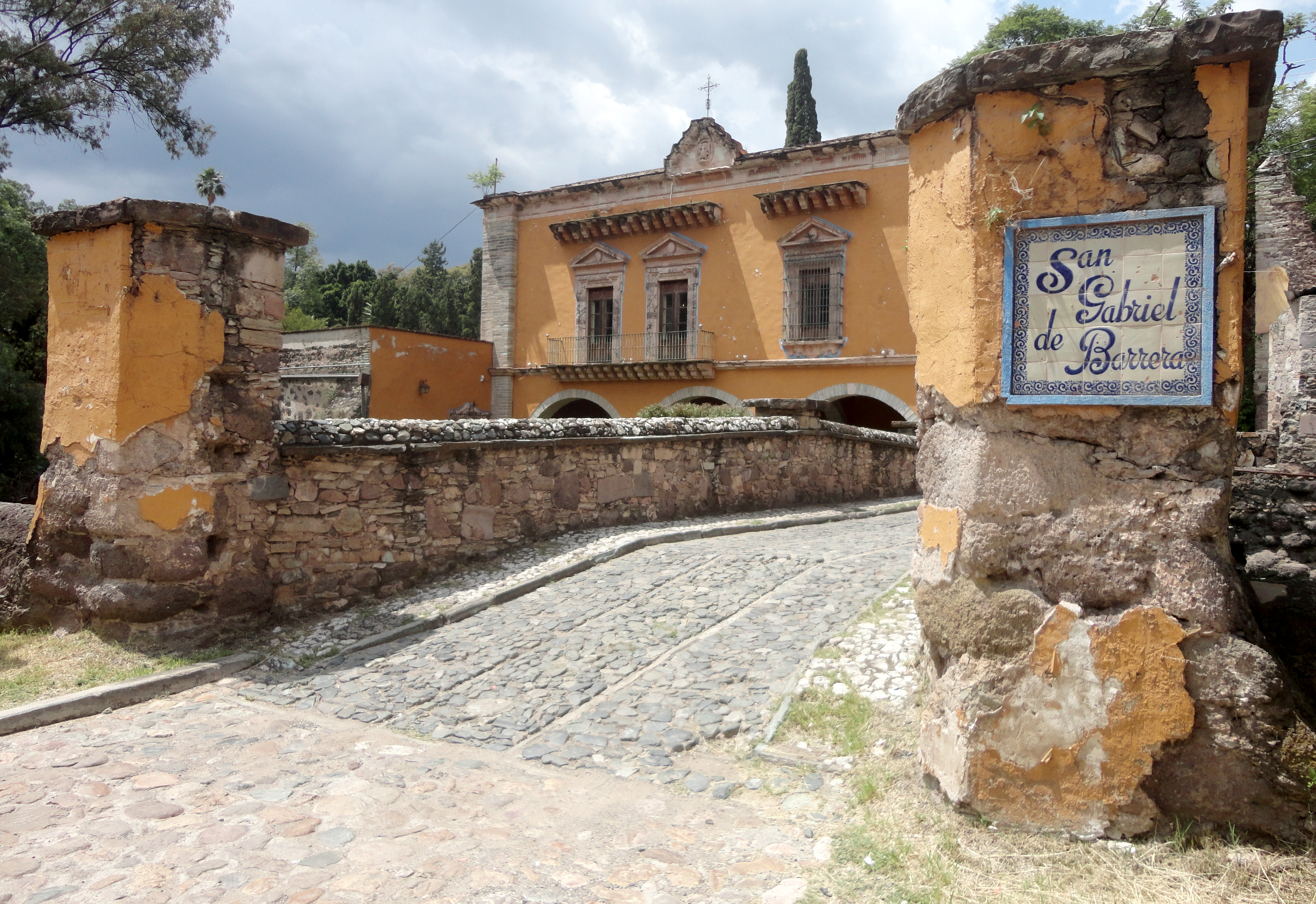
Hacienda de San Gabriel de Barrera en el camino antiguo Guanajuato-Marfil

Por su historia como centro minero y al ser la capital del Estado, la ciudad de Guanajuato ha sido un asentamiento cuyas medios de comunicación fueron indispensables desde la época de la colonia. La primera vía de comunicación de la ciudad fue una ramal de El Camino Real de Tierra Adentro  a través del cual fueron transportados la plata y el oro con las recuas de mulas hacia los puertos. Este camino para caballería y carretas llegaba a la ciudad desde Salamanca e Irapuato, pasando por la Estancia de Jiripetío (hoy Aldama), Hacienda de Burras, Hacienda de Cuevas y el Real de Marfil de Marfil, entrando por la garita del Hormiguero en el cerro de San Miguel, a la muy conocida cuesta o bajada del Tecolote , callejón aún existente que inicia cerca del mirador del Pípila.
Durante la época porfiriana se construyó la vía del tren comunicando primero Marfil y después la ciudad en 1882, terminado en la estación en el barrio de Tepetapa .  A principios del presente siglo la vía fue desmantelada con la privatización de los ferrocarriles y en la actualidad sólo llega hasta la planta de Siemens un par de kilómetros antes de Santa Teresa.
La ciudad fue comunicada por carretera a la carretera Panamericana en su paso por Silao, Gto por medio de la Carretera Federal 110, la cual entraba a la capital por Marfil, pasando por Pueblito de Rocha, el Panteón y Tepetapa llegando al centro a un costado de la antigua estación.

### Época moderna

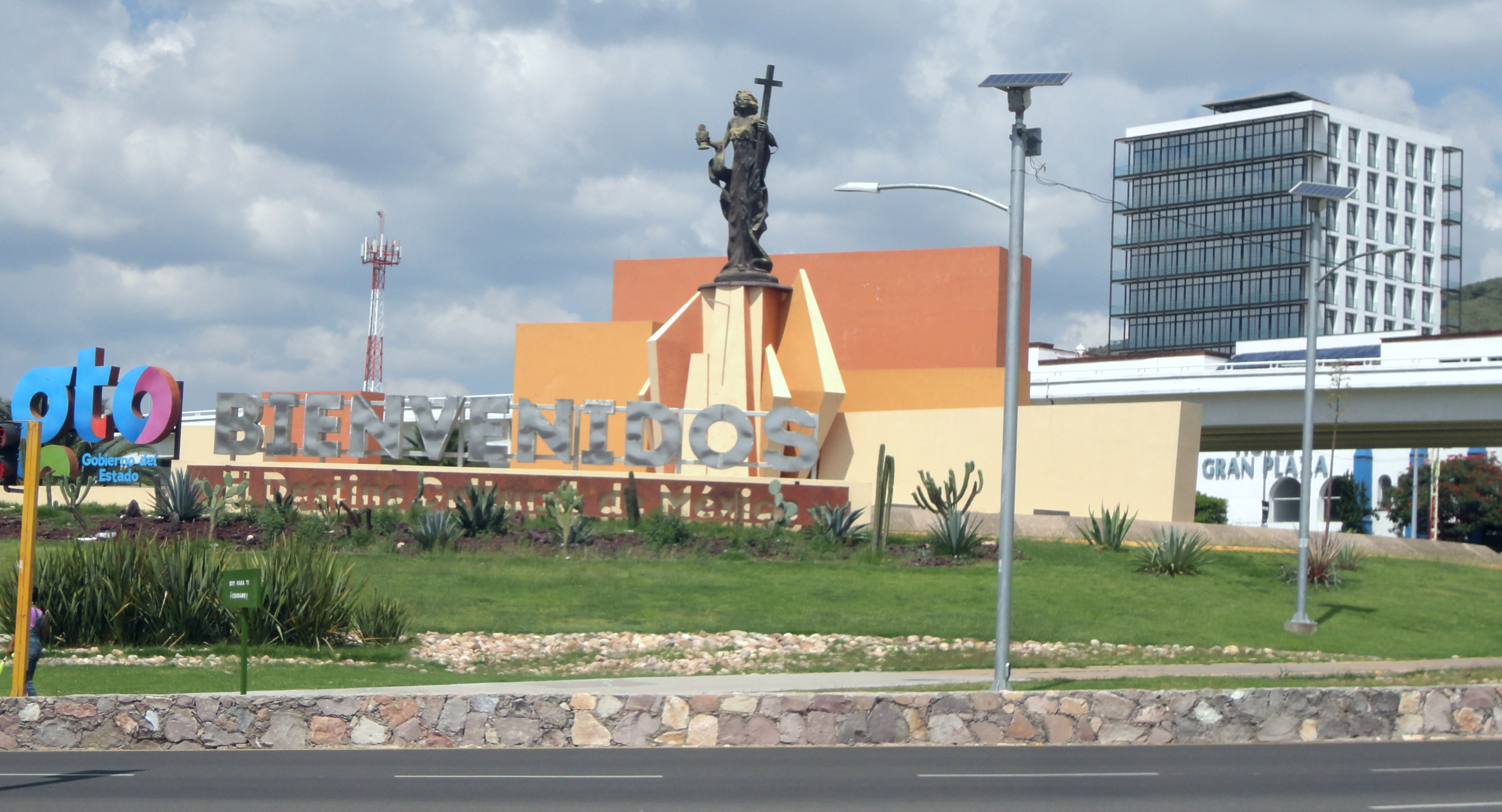
Glorieta Santa Fe

En la actualidad la ciudad de Guanajuato esta convenientemente comunicada con las principales ciudades del Bajio. La capital del Estado de Guanajuato, está a 63 km de la Cd. de León, Guanajuato, se puede llegar por autopista pasando por Silao, Gto y siguiendo la Carretera Federal 110D, que entra a la ciudad por la glorieta Santa Fe, o bien la "libre" siguiendo la Carretera Federal 110. De la ciudad de Irapuato, Gto dista 57 km, y se llega siguiendo la Carretera Federal 45 ya sea por Silao, Gto o tomando la ramal 7 km antes que desemboca en la Carretera Federal 110 proveniente de Silao a la altura de Santa Teresa. Desde Dolores Hidalgo se accede por la Carretera Federal 110 pasando por la sierra de Guanajuato y el pueblo de Santa Rosa, un camino con vistas panorámicas excepcionales de la sierra del centro del país. Desde San Miguel de Allende se llega por la carretera estatal 57 después de 95 km de lomeríos y sierras de encino y roble que vale la pena recorrer.
Por vía aérea, el Aeropuerto Internacional del Bajío (BJX) se encuentra a sólo 25 km de la ciudad, el cual se conecta con vuelos diarios con las ciudades de México, Monterrey, Tijuana y Cancún, además de Los Ángeles, Oakland, Houston, Dallas y Atlanta, en los Estados Unidos.

## Túneles de Guanajuato
Es una de los grandes atractivos turísticos, los túneles de viejo estilo colonial, conectados entre sí en la mayoría de los casos.             

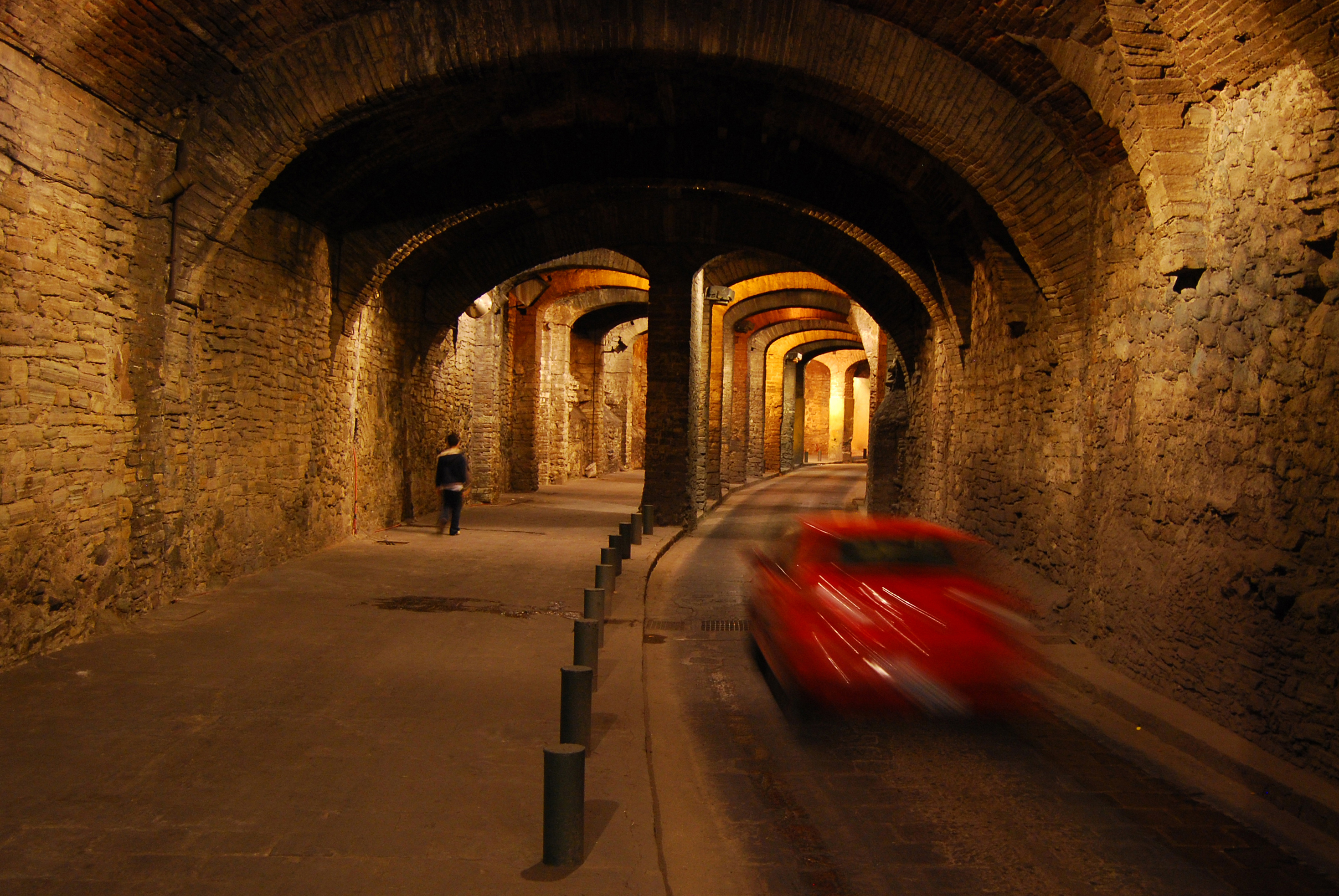

Los túneles, que  son calles o avenidas, forman parte de las arterias de la urbe. De hecho, a la ciudad se le conoce como la ciudad subterránea.                        
En el pasado Guanajuato sufría de constantes inundaciones por el desbordamiento del río Guanajuato que fluye por debajo de la 
ciudad en época de lluvias. La solución fue elevar el nivel de las paredes de los edificios y la construcción de los posteriores túneles entre el siglo XVIII y siglo XVIII. Posteriormente,  por debajo de los túneles se haría una bóveda del río subterráneo y los túneles una vez pavimentados se empezaron a usarse para el tráfico vial y peatonal con el objetivo de descongestionar el tráfico.
Actualmente son más de 9 km de túneles subterráneos y se espera que aumenten en el futuro, para un total de 23 túneles.
Cada pasadizo tiene su propia historia e incluso un nombre propio. Entre los más conocidos están los túneles El Pípila, El Minero, La Galereña, así como la calle El Padre Belauzarán. Sin embargo todo empezó en 1823 con El Cuajín, que fue el primer canal de desagüe de la ciudad, ya que iba de la Hacienda San Agustín (ahora el Mercado Embajadoras) hasta la Presa de los Pozuelos.El túnel El Cuajín es el más viejo de todo el estado, cuenta con 1162 metros de largo y 7 metros de ancho, fue el primero en ser construido y su función principal era desembocar las furiosas aguas provenientes del monte San Nicolás. Ante el aumento de la población y del tráfico vehicular se decidió entubar el río y pavimentar el túnel para que así los habitantes tuvieran una nueva opción para desplazarse.
La calle subterránea de Miguel Hidalgo fue la más reconocida, construida allá por 1883 como túnel de desagüe del río Guanajuato y posteriormente estrenada como túnel viario y peatonal en septiembre de 1969, una calle única en el mundo con una longitud de 4 km y 200 metros de largo.
Fue hasta 1979 que se inició la construcción de los túneles secundarios que servirían para aliviar el tráfico vehicular en la ciudad y que poco a poco se fueron sumando a la estructura central con la que hoy suman poco más de 9 kilómetros.Los túneles de la capital no solo son vías de comunicación, son obras de ingeniera llevada a cabo por expertos mineros de la ciudad, su trabajo requiere un nivel de precisión que no dañe las estructuras ya existentes, el tiempo utilizado para su construcción varía dependiendo de la cantidad de recursos y personal utilizado, un dato curioso es que a propósito se deja el acabado natural de la piedra expuesta, para darles ese toque colonial que los caracteriza.
Muchos túneles se conectan entre sí como si de un laberinto se tratara.
El túnel más reciente es El Ponciano Aguilar construido en 1996, la técnica de construcción dista mucho de aquella utilizada en las primeras excavaciones, sin embargo conserva su esencia de estar bajo la tierra.
Además de los túneles, se puede transitar por las calles subterráneas como la de El Padre Belauzaran y Miguel Hidalgo que atraviesan la ciudad por la ruta del antiguo río Guanajuato.

## Educación

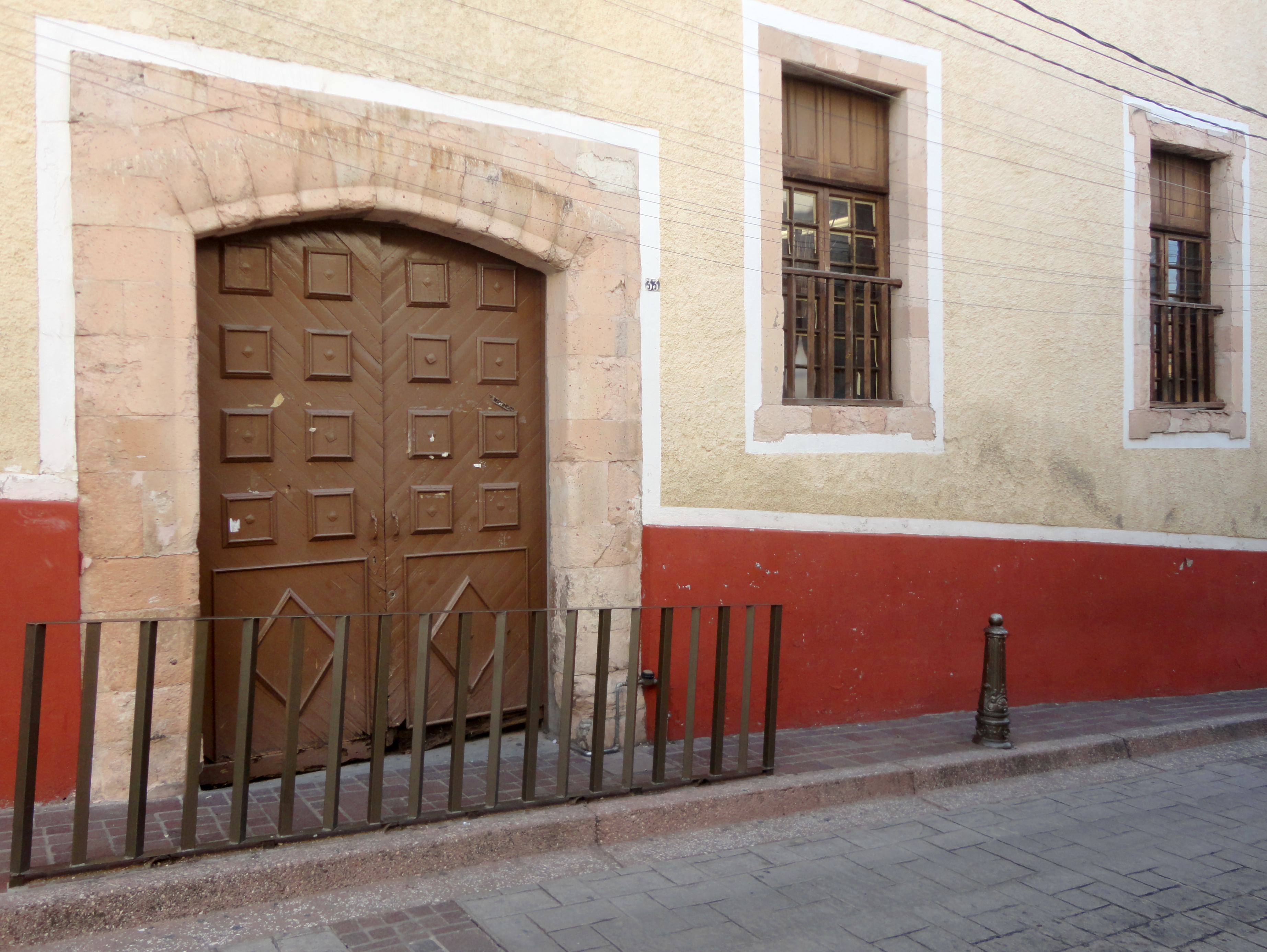
Escuela Primaria Juan B. Diosdado

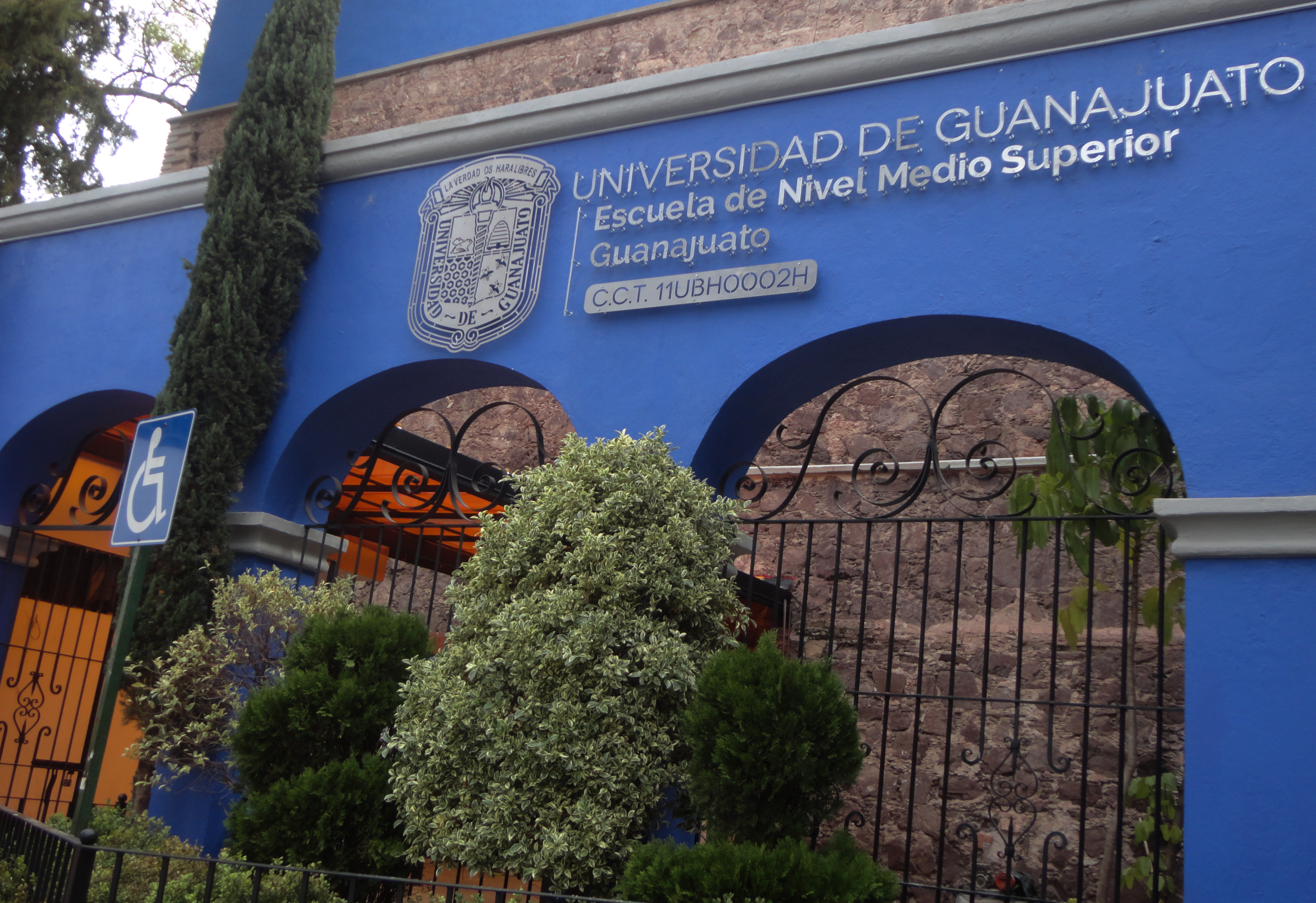
Preparatoria Oficial

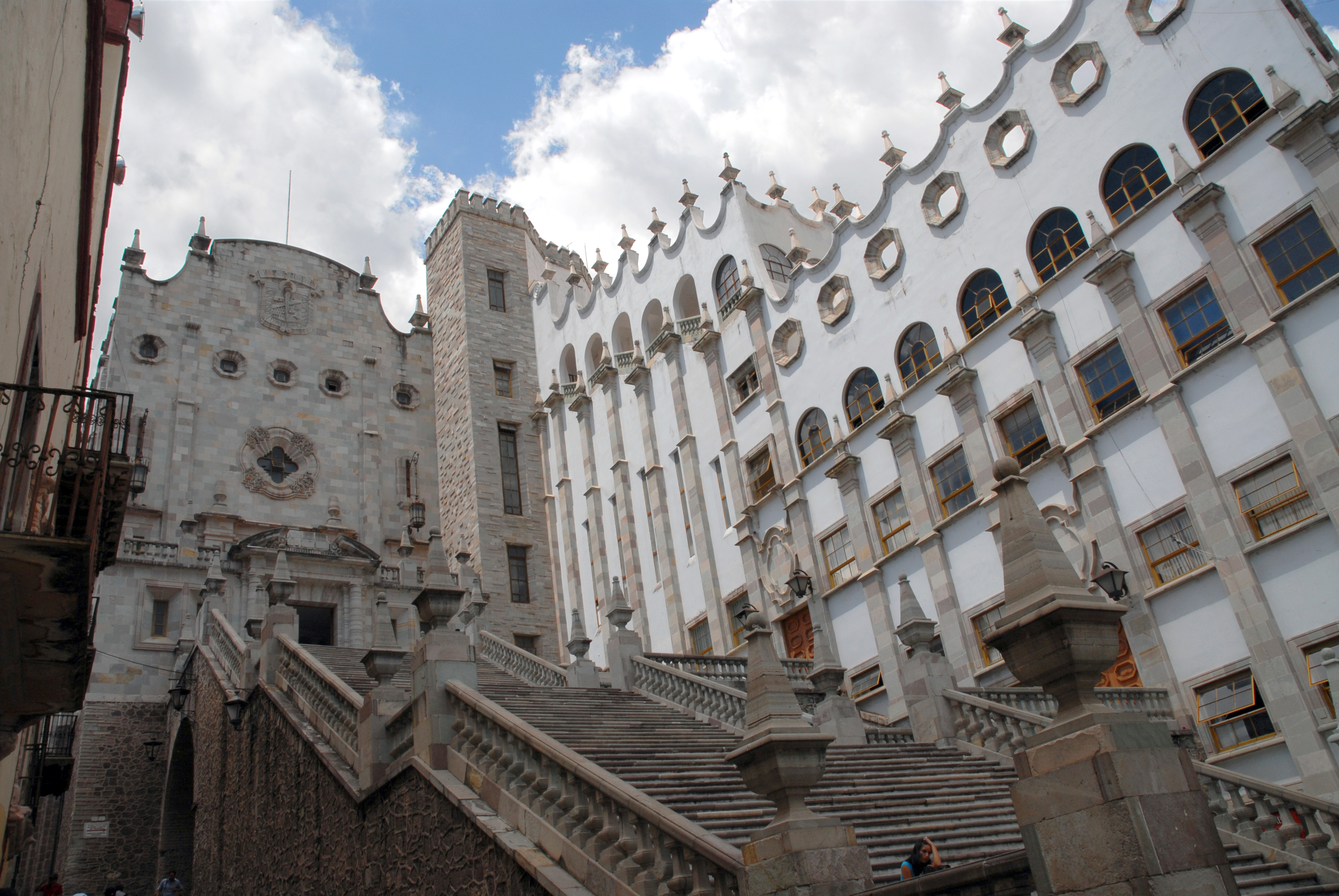
Universidad de Guanajuato

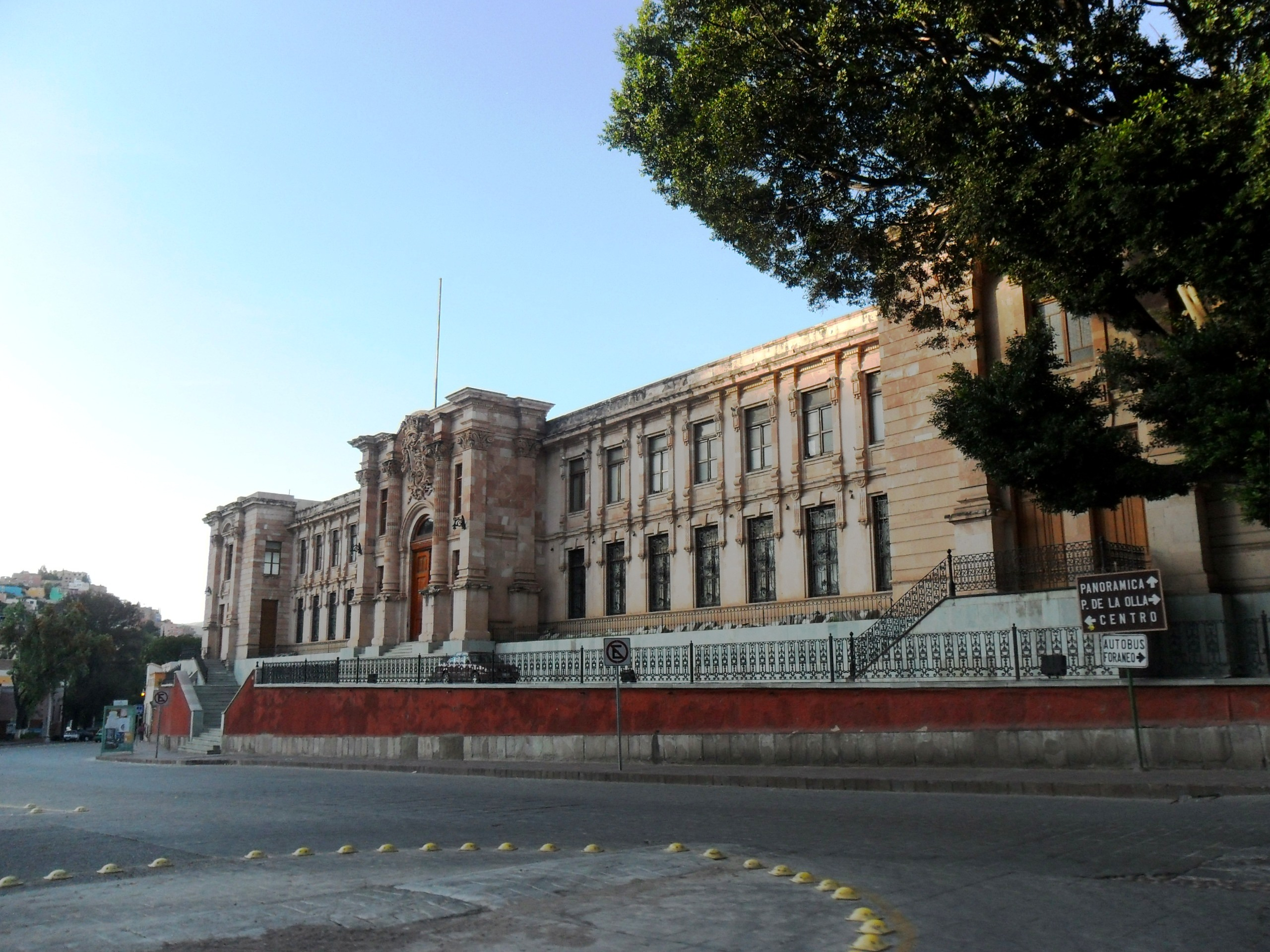
Escuela Normal Oficial de Guanajuato

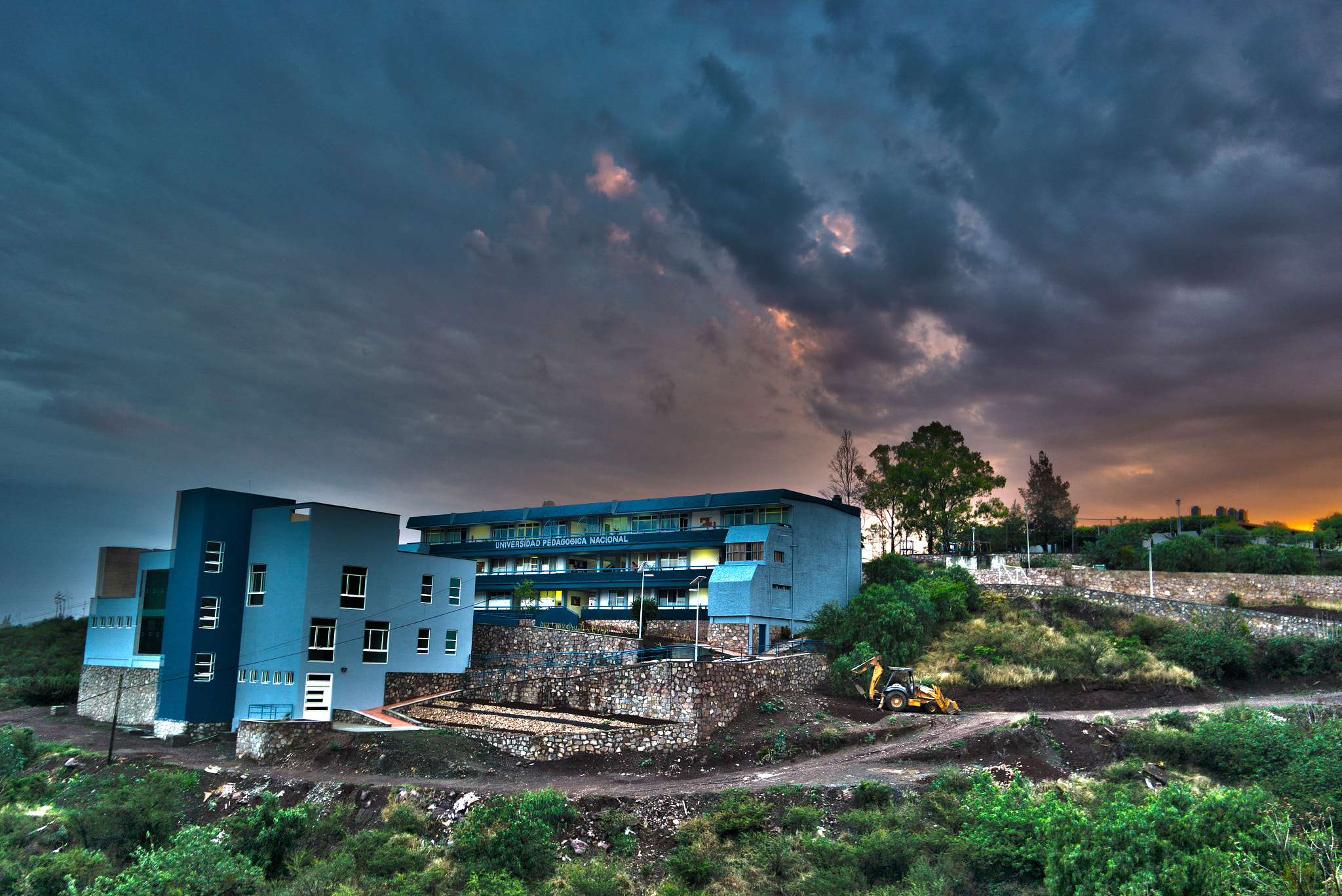
Universidad Pedagógica Nacional

Al ser Guanajuato históricamente una de las ciudades más importantes del país, se conformaron instituciones educativas que tiene una tradición de varios siglos. En la actualidad las edificaciones antiguas forman parte de los centros educativos modernos administrados por la Secretaría de Educación de Guanajuato, la Secretaría de Educación Pública, la Universidad de Guanajuato y otras instituciones privadas, existiendo además un mayor número de escuelas de reciente creación para adaptarse a las necesidades actuales de la ciudad.

### Educación básica y media
- Escuela Primaria Ignacio Allende
- Escuela Primaria José Ma. Morelos y Pavón
- Escuela Primaria Luis González Obregón
- Escuela Primaria Juan B. Diosdado
- Escuela Primaria Moises Sáenz
- Escuela Primaria Aquiles Serdán
- Escuela Primaria Diego Rivera
- Escuela Primaria 16 de Septiembre
- Escuela Primaria Carlos Montes de Oca
- Escuela Secundaría Número 3 Ignacio Ramírez

- Escuela Secundaria Presidente Benito Juárez
- Centro Educacional Piloto
- Escuela Secundaria Guadalupe Victoria
- Escuela Secundaria Ignacio Ramírez
- Escuela Secundaria Técnica Num. 34
- Escuela Secundaria Técnica Num. 52

- Instituto Lasalle de Guanajuato
- Instituto Carlos Montes de Oca
- Instituto Guanajuato
- Colegio Valenciana
- Colegio Cumbres
- Instituto Euro-Americano
- Maria Montesori
- Instituto de Educación Santa Fe
- Escuela de Nivel Medio Superior de Guanajuato (UG)
- Centro de Bachillerato Tecnológico Industrial y de Servicios Num. 173

### Universidades y tecnológicos
- Universidad de Guanajuato (UG): es la máxima casa de estudios del estado de Guanajuato y hacia 2007 formaba cerca de 30 000[36] estudiantes en sus 122 programas académicos, entre los que se encuentran 8 doctorados, 28 maestrías y 53 diplomados dispersos en 12 municipios del estado. Su historia se remonta al año 1732, cuando se creó bajo el nombre de Hospicio de la Santísima Trinidad. El 27 de agosto de 1827, con el primer gobierno constitucional, la escuela cambió su nombre por el de colegio de la Inmaculada Concepción y quedó bajo la responsabilidad del estado y se crearon, así, las facultades de derecho, pintura, escultura, arquitectura y, en 1831, la biblioteca de la universidad. En 1867, cambió de nombre otra vez, para llamarse Colegio del Estado. Durante este período, hubo una expansión en la investigación, así como en el desarrollo de nuevos programas técnicos. Finalmente, en 1945, el colegio cambió su nombre por última vez por el de Universidad de Guanajuato, y en 1994 alcanzó el reconocimiento como universidad autónoma, lo que la independizó de la legislatura del gobierno.
- Universidad de León (UDL) (Campus Guanajuato)
- Universidad Santa Fe
- Centro de Investigación en Matemáticas, A.C. (Cimat)
- Universidad Pedagógica Nacional (Unidad Guanajuato)
- Instituto Tecnológico Superior de Guanajuato (Itesg)
- Universidad Tecnológica de León (Campus Guanajuato)
- Escuela Normal Superior Oficial de Guanajuato
- Escuela Normal Oficial de Guanajuato

## Cultura

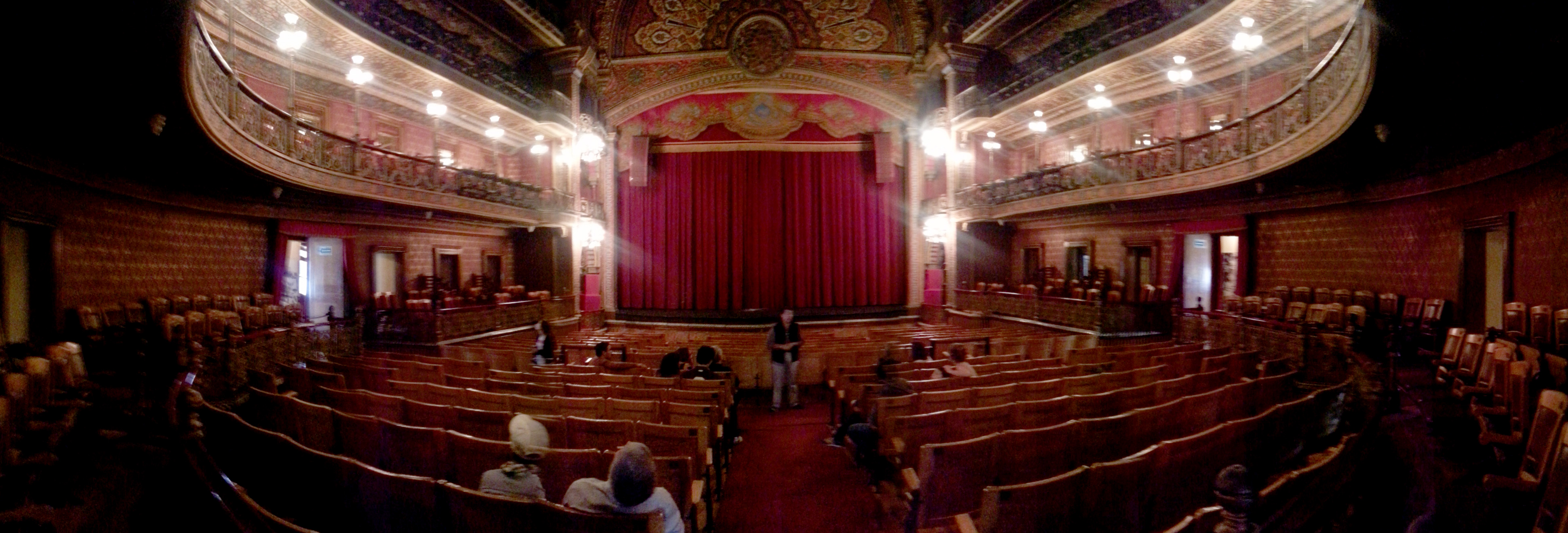
Teatro Juárez

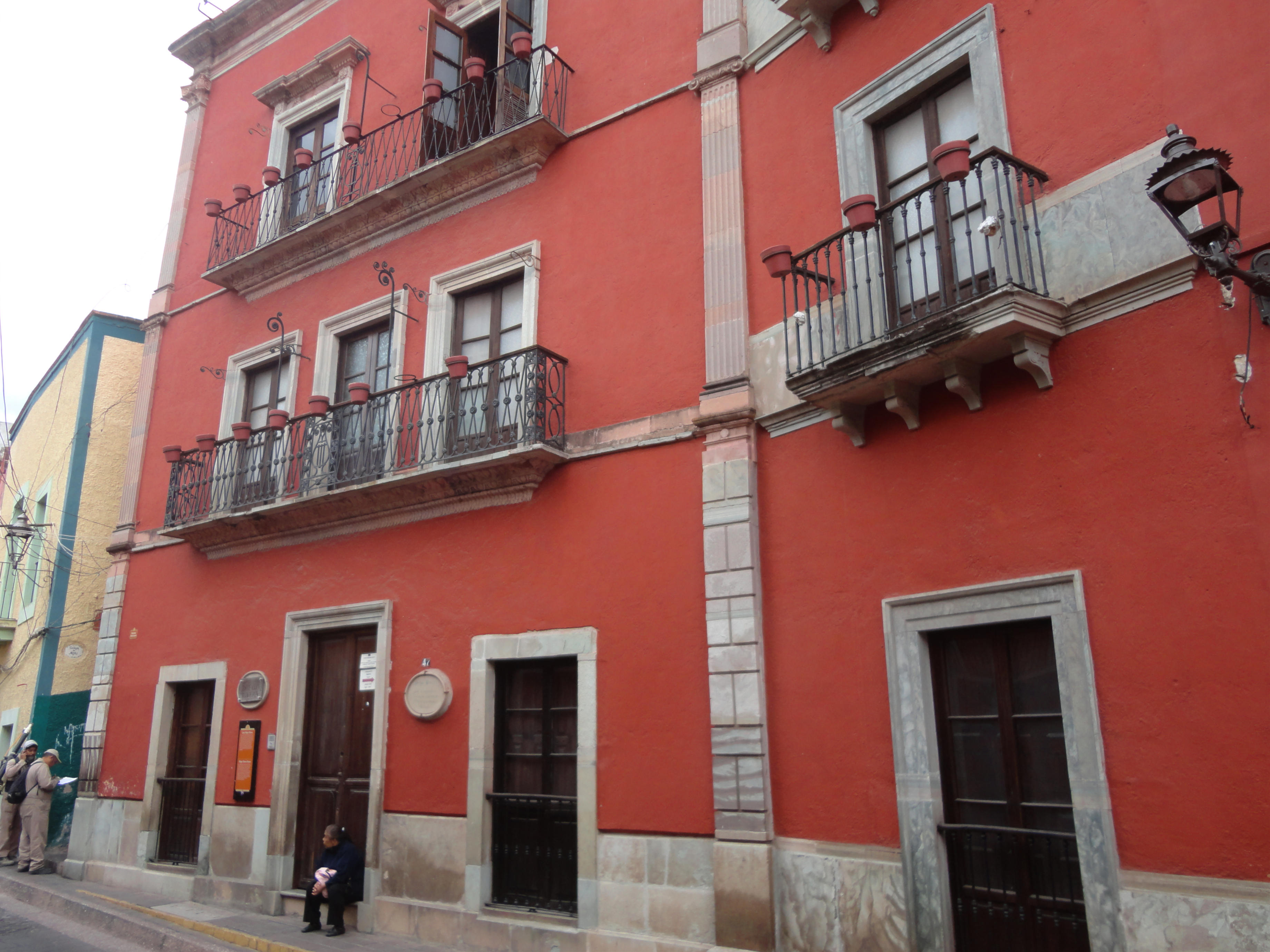
Casa Museo Diego Rivera

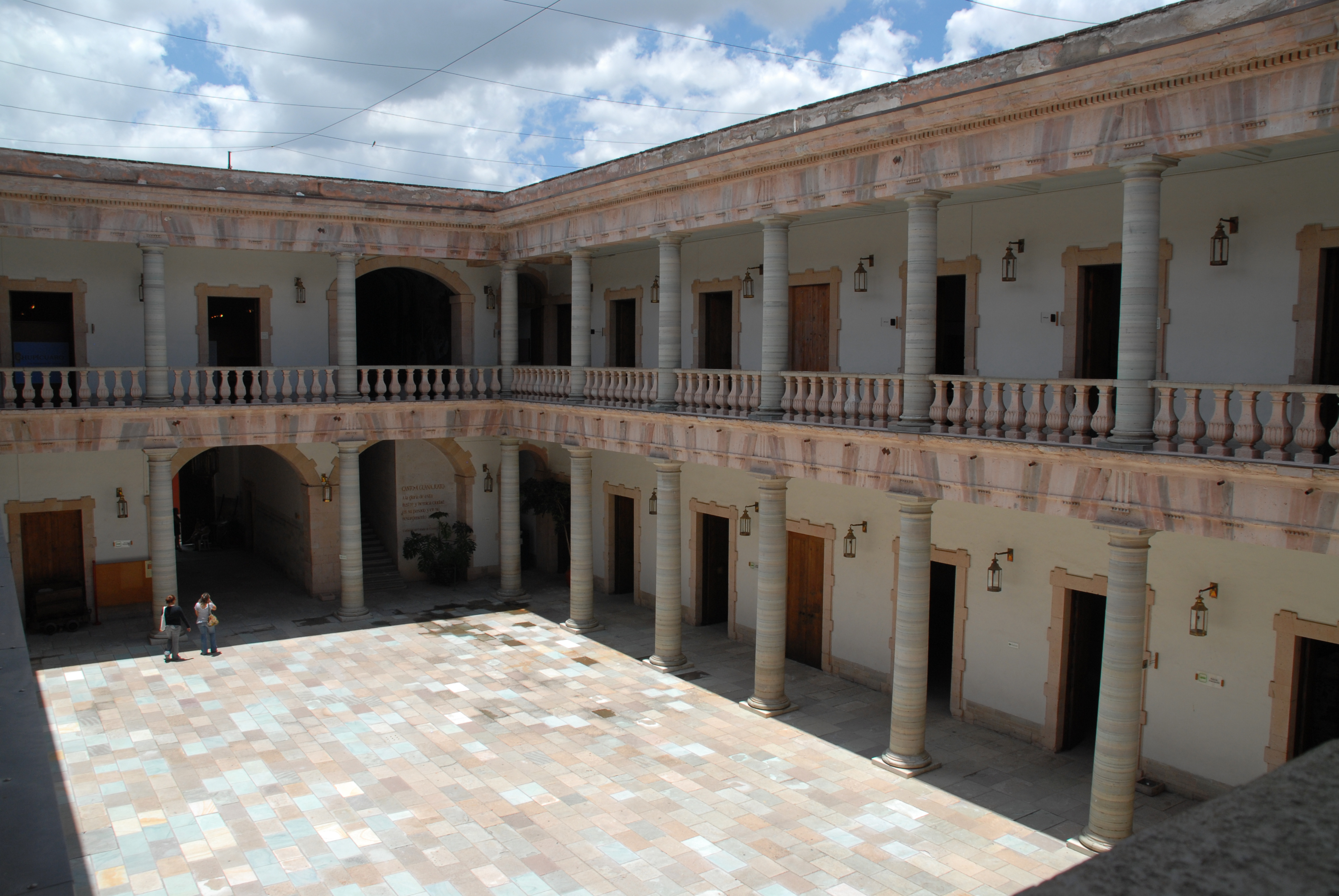
Alhóndiga de Granaditas

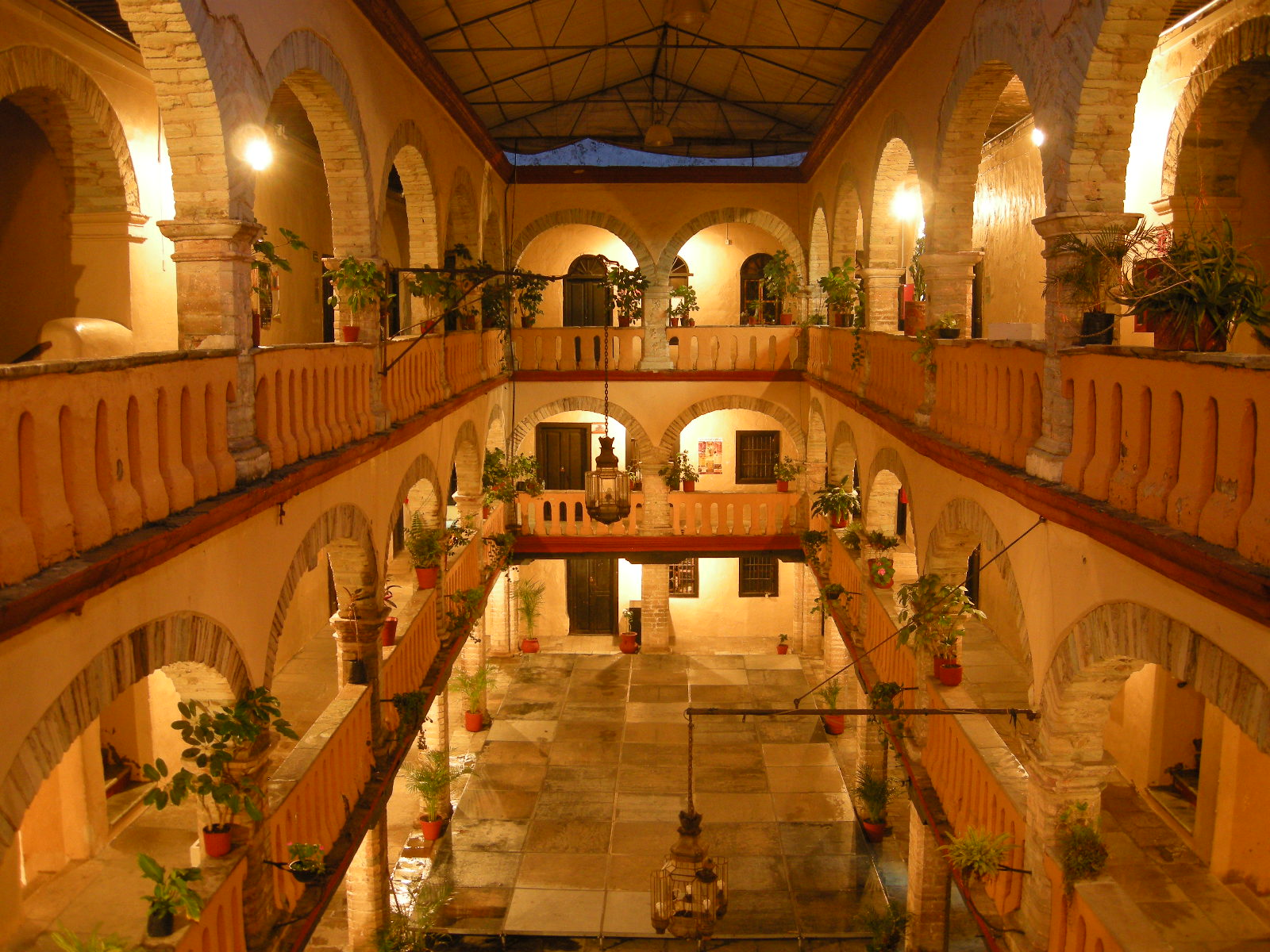
Mesón de San Antonio

La oferta cultural en la ciudad de Guanajuato es una de las más extensas de país, superado sólo por la Ciudad de México. Instituciones públicas y privadas ostentan y formentan el teatro, música, danza, pintura, escultura, letras, fotografía y cinematografía. Al ser sede de eventos de talla mundial como el Festival Internacional Cervantino, Festival Internacional de Cine de Guanajuato, entre otros, se da lugar a manifestaciones culturales profesionales y callejeras tanto en los recintos oficiales y en los callejones únicas en el país, además de aquellas de origen religioso y populares.

### Teatros y auditorios
- Teatro Juárez
- Teatro Principal
- Teatro Cervantes
- Auditorio de la Facultad de Minas
- Auditorio del Estado
- Auditorio general de la Universidad de Guanajuato

### Foros y centros de convenciones
- Centro de Convenciones del Estado de Guanajuato

### Exposiciones y eventos
- Festival de Actores Urbanos (febrero)
- Festival de las Flores (febrero)
- Rally Guanajuato-México (marzo)
- Festival Medieval de Guanajuato (marzo-abril)
- Apertura de la Presa de la Olla (1.er lunes de julio)
- Festival Internacional de Cine Guanajuato (Expresión en Corto)[37] (julio)
- Fiestas de San Ignacio de Loyola - Día de la Cueva (31 de julio)
- Nuestra Señora de Guanajuato (agosto)
- Festival Internacional Cervantino (octubre)
- Festival Vive Alterno Cervantino (FIVAC), plaza de los Ángeles (octubre)
- Festival Cervantino Callejero del CLETA, plaza San Fernando, escalinatas de la Universidad de Guanajuato (octubre)
- Festival Internacional de Órgano (mayo)
- Festival de Música de Cámara (mayo)
- Las Iluminaciones (noviembre-diciembre)

### Instituciones culturales
- Museo Casa Diego Rivera
- Museo Olga Costa
- Museo de Sitio Ex Convento Dieguino
- Museo Alhóndiga de Granaditas
- Museo del Pueblo
- Mesón de San Antonio
- Casa de la Cultura
- Museo de Sitio Mina Valenciana
- Museo de Arte Contemporáneo Primer Depósito

## Ciudades hermanas
Guanajuato tiene varias ciudades hermanas en el mundo y dos acuerdos de amistad:
- Ciudad de México, México.[38][39][40]
- Morelia, México.[38][39][40]
- Oaxaca de Juárez, México.[38][40]
- Dolores Hidalgo, México.[38][39][40]
- Puebla, México.[38][39][40]
- San Miguel de Allende, México.[38][39][40]
- Zacatecas, México.[38][39][40]
- Acapulco de Juárez, México.[39][40]
- Apaseo el Alto, México.[41][40]
- Chilpancingo de los Bravo, México.[40]
- Tepatitlán, México.[40]
- Mérida, México.[40]
- Jacona de Plancarte, México.[40]
- Laredo, Estados Unidos.[40]
- South Bend, Estados Unidos.[40]
- Salinas, Estados Unidos.[39][40]
- Ashland, Estados Unidos.[38][39][40]
- Morgantown, Estados Unidos.[38][39][40]
- Ávila, España.[40]
- Alcalá de Henares, España.[38][39][40]
- Santa Fe, España.[40]
- San Fernando, España.[40]
- Segovia, España.[40]
- Alcázar de San Juan, España.[40]
- Toledo, España.[38][39]
- Sevilla, España..[40]
- Arequipa, Perú.[38][40]
- Aviñón, Francia.[38][40]
- Cuenca, Ecuador.[38][40]
- Habana Vieja, Cuba.[38][40]
- Spoleto, Italia.[38][40]
- Valparaíso, Chile.[38][40]
- Quebec, Canadá (Acuerdo de Amistad).[38][40]
- Umeå, Suecia (Acuerdo de Amistad).[38][40]